# Stoßtrupp
Le Stoßtrupp erano squadre di fanteria d'assalto dell'esercito imperiale tedesco, attive tra il 1916 e il 1918 durante la prima guerra mondiale. La Germania imperiale entrò in guerra certa che il conflitto sarebbe stato vinto nel corso di grandi campagne militari, relegando quindi in secondo piano i risultati ottenuti durante i singoli scontri; di conseguenza i migliori ufficiali, concentrati nello stato maggiore generale, posero le loro attenzioni sulla guerra di manovra e sullo sfruttamento razionale delle ferrovie, invece che concentrarsi sullo svolgimento delle battaglie: questo atteggiamento diede un contributo diretto a vittorie operative della Germania in Russia, Romania, Serbia e Italia, ma comportò un fallimento a Occidente. Così gli ufficiali tedeschi sul fronte occidentale si trovarono nella situazione di dover risolvere sul campo la staticità causata dalla guerra di trincea.
Analizzando gli avvenimenti, s'individuano due concezioni con cui si tentò di trovare una soluzione al problema. La prima fu la convinzione, sostenuta principalmente da Erich von Falkenhayn, che l'azione tattica da sola, ossia la mera uccisione dei soldati nemici, fosse un mezzo sufficiente per realizzare il fine strategico. La seconda era l'idea, emersa dall'esperienza di innumerevoli "attacchi con obiettivi limitati" e di incursioni nelle trincee, che il combattimento fosse diventato un'impresa così difficile, da dover subordinare le considerazioni operative a quelle tattiche. Portavoce di questa ultima tesi era il feldmaresciallo Erich Ludendorff che, divenuto il comandante de facto dell'esercito tedesco dopo la sconfitta tedesca di Verdun, diede un deciso appoggio allo sviluppo dei battaglioni d'assalto come soluzione per la ripresa della guerra di manovra.
La creazione di queste unità fu il primo, e forse più innovativo, tentativo dell'esercito tedesco di uscire dall'impasse della guerra di trincea. Con l'utilizzo di soldati ben addestrati, comandati da sottufficiali con capacità decisionale autonoma, si cercò il superamento della terra di nessuno e lo sfondamento in punti predefiniti delle linee nemiche, in modo da permettere alle successive ondate di liquidare l'avversario ormai confuso e isolato, aprire grossi varchi nei suoi sistemi difensivi e riprendere quindi la guerra di manovra, che avrebbe consentito ai tedeschi di vincere il conflitto.

## Storia

### La situazione allo scoppio del conflitto
La prima guerra mondiale iniziò, secondo i pronostici degli esperti militari, come una guerra di grandi manovre, in cui ognuna delle parti cercava la vittoria a livello operativo. In questo tipo di guerra la vittoria tattica, il cui obiettivo era vincere le battaglie, era molto meno importante della condotta operativa che mirava a vincere le campagne. La sconfitta in una battaglia, la sconfitta di un reggimento e perfino la disfatta di una divisione erano considerate dagli ufficiali dello stato maggiore generale, che dirigevano i movimenti di armate composte da milioni di uomini, come irrilevanti, se comparate alle considerazioni inerenti alla campagna nel suo complesso.
Nel 1914 l'obiettivo della campagna tedesca in Francia era quello della distruzione completa sul campo dell'esercito francese. Il mezzo per raggiungere questo obiettivo, come prestabilito dal piano Schlieffen, era la marcia delle armate tedesche attraverso la Francia del Nord e il Belgio: cinque armate avrebbero dovuto costituire il martello con cui schiacciare l'esercito francese contro l'incudine della 6ª e 7ª armata, dispiegate sul confine franco-tedesco. Ma ben presto le difficoltà logistiche incontrate durante l'avanzata verso Parigi portarono i tedeschi a una situazione di stallo operativo, che condusse i due eserciti a scontrarsi sulla Marna. Nel corso di questa confusa battaglia, svoltasi tra il 6 e il 9 settembre, la comparsa di forze britanniche e francesi in luoghi imprevisti e le notizie contrastanti e confuse provenienti dal fronte, portarono il capo di stato maggiore dell'esercito tedesco Helmuth Johann Ludwig von Moltke a ordinare la ritirata generale.
Il 13 settembre la ritirata cessò e i belligeranti iniziarono a scontrarsi su una linea che si allungava dal confine svizzero fino alla zona della confluenza dell'Aisne nell'Oise, tra le città francesi di Noyon e Compiègne. Lungo questa frontiera i due eserciti esausti scavarono fossati, che vennero circondati da filo spinato; i contendenti si stavano preparando a una logorante guerra di trincea. Gli insegnamenti e gli studi della guerra civile americana e di quella franco-prussiana, così come le analisi delle più recenti guerre anglo-boera e russo-giapponese, ricordarono ai comandanti le enormi perdite causate da attacchi organizzati contro postazioni ben difese e tali considerazioni, assieme al forte desiderio di ricominciare la guerra a livello operativo, convinsero i generali di entrambi gli eserciti a riprendere la guerra di manovra lungo l'unico spazio disponibile, verso nord: iniziò la cosiddetta "corsa al mare", nella quale prima i francesi e poi i tedeschi cercarono di aggirare lo schieramento opposto, in modo tale da sferrare il colpo decisivo alle spalle; ma ogni tentativo non fece altro che portare i due schieramenti sempre più vicini alle coste del Mare del Nord, dove la "corsa" si arrestò.
I tedeschi lanciarono un'ultima offensiva per aprirsi un varco attraverso il saliente di Ypres, ma il fallimento dell'operazione significò che non sarebbero più stati in grado di ottenere la vittoria a livello operativo, fino a quando non avessero risolto il problema tattico di come sfondare una postazione difensiva moderna. Nei decenni precedenti l'alto comando tedesco aveva incentrato l'attenzione sui problemi operativi, relegando la tattica in secondo piano, ma in uno scenario di guerra di posizione la tattica assunse un'importanza molto maggiore e divenne il presupposto necessario per riprendere la guerra di manovra, sulla quale i tedeschi puntavano le loro speranze per la vittoria finale.

### L'inadeguatezza delle tattiche della fanteria

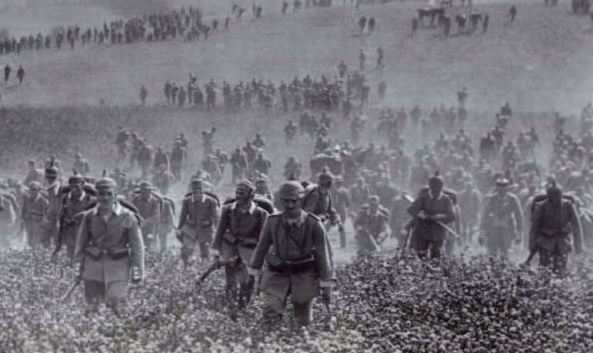
Enormi masse di fanti tedeschi marciarono attraverso il Belgio e la Francia settentrionale durante le prime fasi della guerra di manovra contro la Francia

Durante il periodo di pace che precedette lo scoppio del conflitto, la tattica dell'ordine serrato venne messa in discussione in seno a molti eserciti tra cui quello tedesco, nel quale non vi era opinione unanime su come la fanteria dovesse combattere; molti ufficiali tedeschi erano rimasti positivamente sorpresi dagli eventi della guerra anglo-boera del 1899, durante la quale gli irregolari boeri armati di fucile Mauser Gewehr 98 avevano decimato sistematicamente le truppe britanniche che attaccavano in formazioni di plotoni in colonna. Ma sia nell'esercito tedesco sia negli altri eserciti europei, fu molto difficile soppiantare la tattica dell'ordine chiuso, gli studi e le nuove teorie rimasero allo stato embrionale, dovendosi scontrare con una tattica ormai consolidatasi da oltre un secolo in tutta Europa e ancora in auge tra la maggior parte dell'intellighenzia militare di tutti gli eserciti. Quindi allo scoppio della guerra, in assenza di tattiche alternative consolidate, l'ordine serrato venne sistematicamente riproposto durante i primi mesi di combattimenti sia sul fronte francese sia su quello orientale, dimostrando tutta la sua inefficacia contro le nuove armi automatiche e i sistemi di trincee che davano alla difesa grande vantaggio rispetto all'attacco. Fin dall'agosto del 1914 i comandi tedeschi si resero conto che la fanteria non poteva più essere impiegata in questo antiquato ordine di battaglia; durante la prima battaglia di Ypres ad esempio, i reggimenti della Guardia che avanzavano a ranghi compatti dietro i rispettivi ufficiale e sergenti, furono praticamente spazzati via dai fucilieri e da qualche mitragliatrice britannica, e l'ordine chiuso cadde presto in discredito in molti circoli militari tedeschi.
Fin dal 1902 i giornali militari tedeschi e gli articoli dello Stato maggiore generale mettevano in guardia dai pericoli dell'ordine chiuso contro un nemico armato di moderni fucili a ripetizione. In sostituzione della carica in massa ispirata al Furor Teutonicus, gli autori di questi articoli suggerivano che i fucilieri imitassero i Boeri e si aprissero la strada a piccoli gruppi utilizzando ogni piega del terreno come copertura. Addestrati come tiratori scelti singoli, questi fucilieri avrebbero distrutto la volontà di resistenza del nemico con la precisione del loro fuoco. Tuttavia, nel regolamento di esercizi tedesco del 1906 l'esortazione all'uso della baionetta e all'ordine chiuso facevano ancora parte della tattica della fanteria, nonostante lo stesso regolamento riconoscesse l'importanza della superiorità di fuoco e contemplasse la possibilità, nel caso la superiorità di fuoco non avesse avuto successo, che la fanteria potesse avanzare in ordine sparso dispiegandosi in formazioni più piccole quali plotoni, mezzi plotoni e squadre. Al contrario, se la superiorità di fuoco avesse avuto successo, l'ordine chiuso sarebbe stato mantenuto fino al momento di dover aprire il tiro sul nemico; la rottura della formazione era comunque vista come un male da evitare ogni volta possibile.
A seguito dei compromessi del 1906, la fanteria tedesca che entrò in guerra nel 1914 combatteva in modi che spaziavano in uno spettro tattico molto vario. Le unità sufficientemente fortunate da avere ufficiali che capivano l'importanza della nuova tattica andavano in battaglia in linee di combattimento diradate sfruttando ogni copertura disponibile, mentre altre unità, comandate da ufficiali che rifiutavano la tattica boera, affrontavano le battaglie in colonne fitte o in linee compatte.

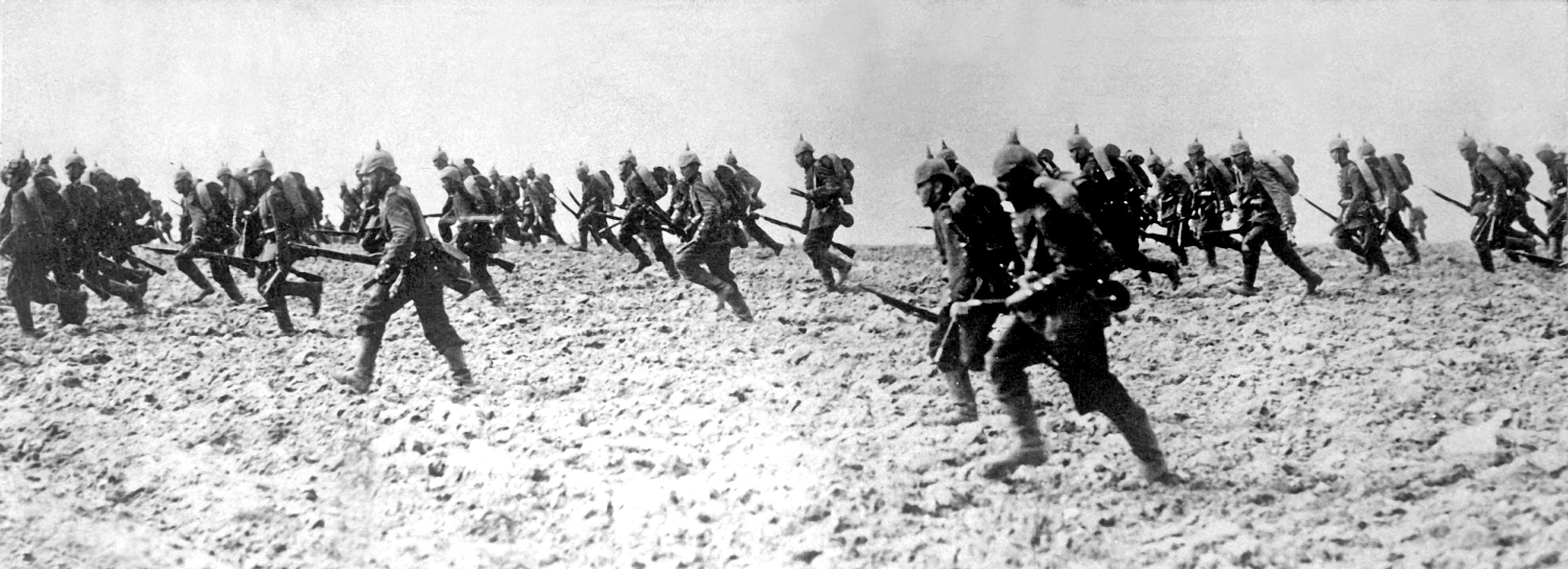
Soldati tedeschi avanzano a ranghi compatti durante l'attacco al Belgio nell'agosto 1914

Dopo i primi scontri della guerra, l'inefficacia dell'ordine chiuso venne rapidamente riconosciuta nell'esercito, tanto che nel bollettino ufficiale del 21 ottobre 1914 fu ordinato di assottigliare le formazioni, dimostrando che i presupposti su cui si basava il regolamento del 1906 (la necessità degli ufficiali di mantenere il controllo personale sulle loro unità per ammassare il tiro dei fucili, ottenendo così la superiorità di fuoco sul nemico) si erano dimostrati errati e costosi. A dispetto dei timori in cui i battaglioni e le compagnie che avanzavano in ordine sparso sarebbero degenerati in una massa di individui preoccupati di evitare il combattimento, il fuoco a discrezione dei fucilieri in molti casi si dimostrò efficace tanto quanto le scariche controllate dagli ufficiali dei soldati inginocchiati a pochi centimetri l'uno dall'altro.
La combinazione di tattica a colonne e tattica boera della fanteria tedesca, come pure la superiorità degli obici, dell'artiglieria pesante e della manovra a livello operativo, furono abbastanza efficaci da permettere all'esercito tedesco di vincere la battaglia delle Frontiere e gli scontri contro l'esercito belga a Liegi e Anversa. Ciononostante, una volta consolidato il fronte anche la moderna tattica boera, e ancor più l'obsoleta tattica a colonne, si rivelarono inadeguate: le ininterrotte linee trincerate implicavano l'assenza di fianchi scoperti e quindi l'impossibilità di qualsiasi manovra tattica o operativa tradizionale, per cui tutti gli attacchi avrebbero dovuto essere frontali. L'assalto frontale era però molto difficile in una guerra di posizione: il filo spinato limitava le possibilità di strisciare verso il nemico in piccoli gruppi, i difensori potevano studiare con calma il terreno antistante in modo tale da piazzare con precisione il fuoco lungo le vie tattiche da controllare, e la possibilità di integrare mitragliatrici e artiglieria contro le poche centinaia di metri della terra di nessuno ne rendevano il superamento un'impresa particolarmente ostica per gli attaccanti.

### La nascita delle unità speciali d'assalto
Durante il primo inverno di guerra di trincea, gli attaccanti si trovarono a competere con linee difensive che ogni giorno divenivano sempre più solide. Una seconda trincea e spesso anche una terza vennero scavate dietro la prima linea, collegate tra di esse da una rete di trincee di comunicazione. Dietro la prima rete furono costruite opere di difesa aggiuntive – casematte, bunker, seconde e terze reti di trincee – la cui composizione variava a seconda dei materiali disponibili, della manodopera e dei desideri dei comandanti di settore.
Contemporaneamente, la completa conversione alla tattica boera, l'uso di mine, trincee di avvicinamento, obici leggeri e mortai da trincea fornirono alla fanteria tedesca i mezzi per attraversare la terra di nessuno senza subire le importanti perdite che avevano dovuto sostenere a Ypres. Alla fine dell'inverno 1914-1915 quando la fanteria tedesca attaccava in Occidente con obiettivi limitati riusciva sempre a raggiungere la trincea nemica. Sgomberarla restava però un problema: fino a quando si affidavano a fucili e baionette, i tedeschi non erano più forti di altri difensori armati in modo analogo.
Uno dei maggiori problemi nell'attacco alle linee nemiche era fornire supporto costante di fuoco alle truppe in avanzata ed eliminare i nidi di mitragliatrici. Apripista in questo senso fu il tenente colonnello Max Bauer, un esperto di artiglieria d'assedio e uno dei più influenti ufficiali dello stato maggiore generale, che pensò di dotare la fanteria d'attacco di artiglieria propria. La Krupp, industria di armamenti con la quale Bauer aveva rapporti finanziari, aveva appena progettato un cannone leggero da 3,7 cm (3,7 cm Sturmbegleitkanone, cannone d'accompagnamento) dotato di uno scudo avvolgente smontabile, che sembrava adatto a questo scopo e propose quindi al Ministero della Guerra di costituire un'unità sperimentale che adottasse questo cannone e altre nuove armi.

#### Il primo Distaccamento d'assalto
Il 2 marzo 1915 il Ministero della Guerra ordinò all'VIII corpo d'armata di istituire un Distaccamento d'assalto (Sturmabteilung) con soldati provenienti dalle unità di pionieri. Durante lo stesso mese questa unità, che comprendeva un quartier generale, due compagnie di pionieri e una batteria di 20 cannoni leggeri Krupp, fu riunita al poligono di Wahn: l'ufficiale scelto per guidare questa unità fu il maggiore Calsow, anch'egli pioniere proveniente dal 18º battaglione guastatori. L'unità divenne nota come Sturmabteilung Calsow.
Dopo due mesi di esercitazioni il Distaccamento d'assalto fu mandato al fronte nel giugno 1915, a difendere una linea di trincee in Francia. I pionieri furono utilizzati come fanteria regolare e i cannoni da 3,7 cm adoperati come artiglieria dietro la prima linea; il costo di questo utilizzo improprio fu alto e nell'agosto dello stesso anno il maggiore Calsow venne rimosso dal comando. L'unità non fu impiegata secondo le istruzioni del ministero e, secondo Bauer, Calsow non aveva appreso in pieno il potenziale del Distaccamento: quest'ultimo non capì l'idea di un Distaccamento come laboratorio in cui sperimentare nuove armi e tecniche, ma gli bastò comandare un reparto che forniva distaccamenti di pionieri e cannoni d'assalto alle altre unità.

#### Il Distaccamento d'assalto "Rohr"

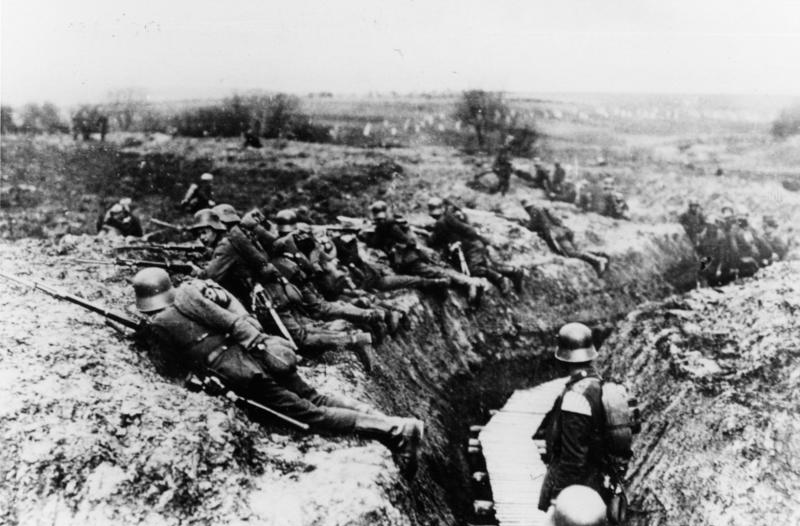
Truppe d'assalto in attesa di attaccare nelle Fiandre. Molto probabilmente in questa foto sono ritratte alcune delle primissime unità addestrate alla nuova tattica, infatti è possibile notare lo stivalone di ordinanza della fanteria che solo in un secondo momento verrà sostituito da pratiche ghette in tessuto.

Nell'agosto 1915 Calsow fu sostituito dal capitano Willy Rohr, un militare di carriera di 37 anni proveniente dal prestigioso battaglione Garde-Schutzen (fucilieri della Guardia). Il generale Hans Emil Alexander Gaede, comandante dell'Armee-Abteilung Gaede alla quale il Distaccamento d'assalto venne aggregato in agosto, diede a Rohr completa autonomia per quanto riguardava l'addestramento della sua unità.
Appena assunto il comando, Rohr cercò un sostituto per il cannone da 3,7 cm e dopo varie sperimentazioni il miglior pezzo per garantire il fuoco diretto a breve gittata si rivelò il cannone da fortezza russo di preda bellica Putilov 76,2 mm M. 1910, che venne modificato per renderlo più leggero e pratico nel trasporto. Il cannone da 76,2 mm (ribattezzato dai tedeschi 7,62 cm Infanteriegeschütz) permise al capitano Rohr di realizzare lo stretto coordinamento del fuoco d'artiglieria, garantendo la distruzione dei nidi di mitragliatrice e supportando la fanteria con un fuoco immediato, non subordinato alle batterie di divisione dislocate a chilometri di distanza, con cui era molto difficile comunicare i rapidi cambiamenti tattici dell'attacco. Nei mesi successivi, Rohr trasformò la sua unità sperimentale di pionieri in un'organizzazione di fanteria d'élite, lo Sturmbattalion Rohr, che sarebbe diventata un'unità d'istruzione che formava, in un continuo avvicendarsi, il personale che a sua volta avrebbe istruito i propri reparti. L'appoggio di Gaede non si limitò alla libertà d'azione: assegnò al capitano Rohr anche un plotone di mitraglieri armato con due MG 08/15, un plotone di mortai da trincea e un plotone di sei lanciafiamme portatili. L'assegnazione di tante armi di supporto a un'unità della grandezza di un battaglione preparò la strada a una nuova concezione di come un battaglione dovesse essere organizzato e come dovesse combattere.

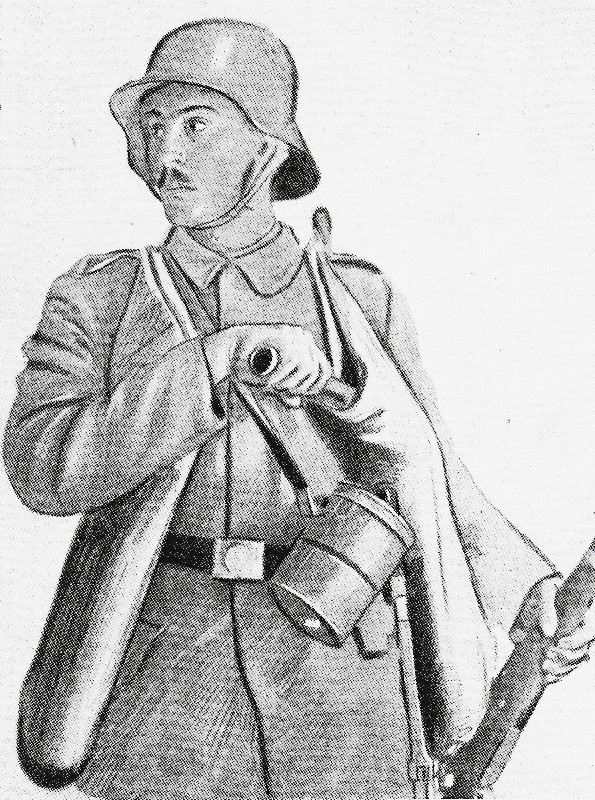
Immagine di un pioniere dello Sturm-Bataillon 5 Rohr

Oltre all'artiglieria, il capitano Rohr sperimentò vari tipi di blindatura, compresi scudi d'acciaio portatili che erano già in dotazione nel Distaccamento d'assalto e i corsaletti d'acciaio che ricordavano quelli del tardo Medioevo; anche se scudi e corsaletti dovevano restare nella dotazione base, il capitano Rohr li trovò inadeguati allo stile di guerra che stava perfezionando. Rohr credeva che la determinazione dei movimenti fosse una difesa molto migliore delle pesanti armature in metallo; l'unico pezzo di armatura che Rohr adottò fu l'elmetto "Stahlhelm" che divenne simbolo caratteristico del soldato tedesco in entrambe le guerre mondiali.
Gli elementi essenziali della tattica che Rohr stava elaborando durante la sperimentazione furono: la sostituzione dell'avanzata per linee con l'assalto di sorpresa di truppe raggruppate in unità tattiche della grandezza di una squadra (Stoßtrupp); l'utilizzo di armi di supporto (mitragliatrici, cannoni per la fanteria, mortai da trincea, artiglieria indiretta, lanciafiamme) per reprimere il nemico durante l'attacco, coordinate al livello più basso possibile; lo sgombero delle trincee grazie alle truppe armate di bombe a mano che le assalivano. Ai primi di ottobre 1915 la 2ª compagnia del Distaccamento d'assalto sperimentò queste tattiche contro una postazione francese sui Vosgi, nota come Schratzmännle.
Alle 05:29 della sera del 12 ottobre 1915 sei lanciafiamme grandi che erano stati montati dentro le trincee di avvicinamento aprirono il fuoco sulla prima linea francese. Da dietro a ogni lanciafiamme un'unità d'assalto della consistenza di una squadra seguiva la lingua di fuoco e sgomberava sistematicamente con le bombe a mano la porzione di trincea assegnatale, mentre i pezzi d'artiglieria e le mitragliatrici francesi furono messe a tacere dai mortai da trincea e dai cannoni da 76,2 mm. Dopo lo sgombero delle trincee, i soldati delle truppe d'assalto le isolarono dal resto della linea francese e vi costituirono un parapetto grazie all'aiuto da parte di unità della fanteria; queste truppe li avevano seguiti nelle trincee dopo il loro sgombero, portando gli attrezzi e i pesanti sacchi di terra che altrimenti sarebbero stati d'impaccio per le truppe d'assalto che attraversavano la terra di nessuno.

#### L'addestramento di altre unità

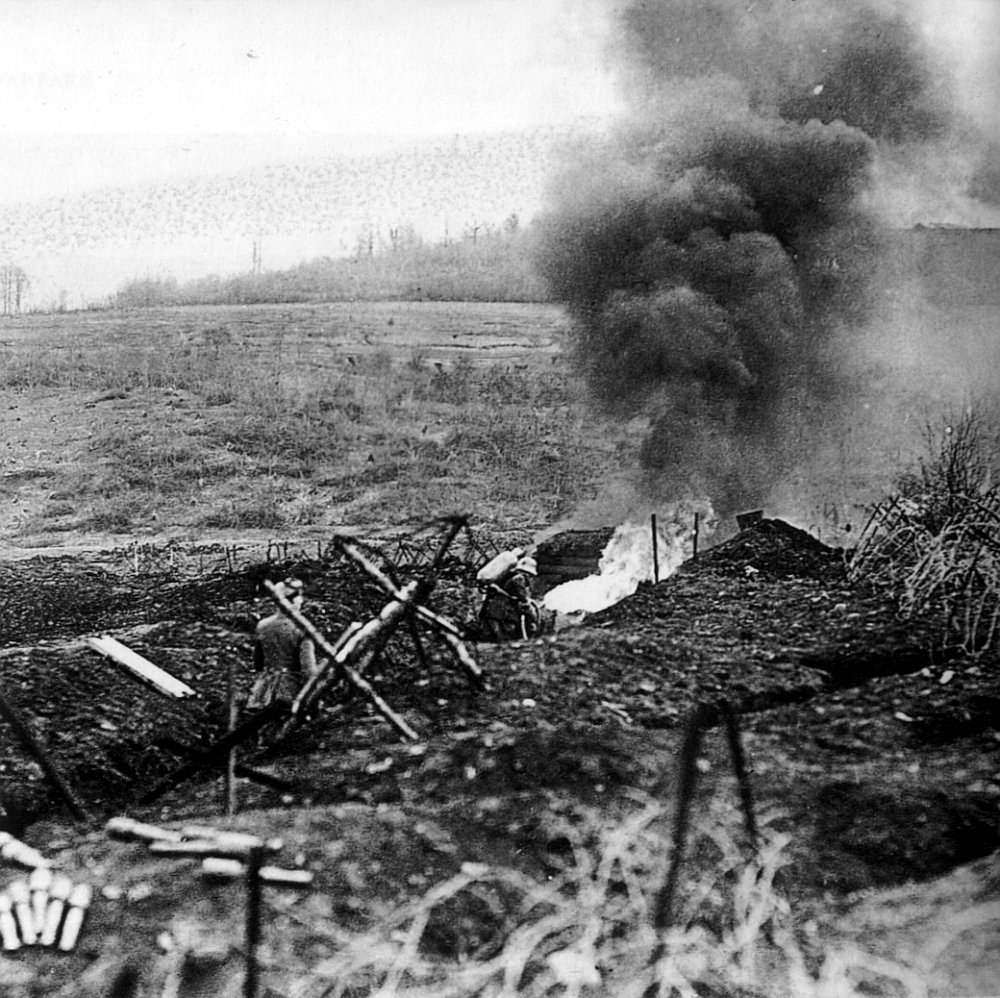
Lanciafiamme in azione durante un addestramento nei pressi di Sedan, maggio 1917

L'esperienza acquisita nella battaglia per lo Schratzmännle costituì per il capitano Rohr la base per l'ulteriore addestramento del Distaccamento d'assalto così come pure per i corsi che tenne alle altre unità. Il primo di questi corsi fu tenuto nel dicembre 1915 a ufficiali e uomini selezionati della 12ª divisione Landwehr della durata di sei giorni, successivamente questi corsi avrebbero avuto una durata superiore e un numero di partecipanti inferiore in modo tale che il Distaccamento potesse eseguire un addestramento più approfondito. I nuovi metodi d'insegnamento abolirono del tutto le colonne e le linee, trattando le squadre come vere e proprie unità tattiche senza collegamento tra di loro, in quanto secondo Rohr «l'obiettivo garantiva unità d'azione».
Adesso, con la squadra quale unità tattica, il sottufficiale in campo non rimaneva più dietro lo schieramento per assicurarsi che nessuno abbandonasse la battaglia, bensì si posizionava avanti lo schieramento per guidare e comandare i suoi uomini. Fondamentale per il buon esito della battaglia era la perfetta conoscenza del territorio, così ufficiali, sottufficiali e soldati si orientavano con mappe in scala 1:5000 e nei giorni precedenti la battaglia dietro le linee doveva essere ricostruito in scala 1:1 il modello della linea nemica da assaltare, completa di filo spinato e da espugnare con l'utilizzo di munizioni vere.
L'equipaggiamento personale dei soldati del Distaccamento d'assalto venne rivisto: i pesanti stivaloni chiodati vennero sostituiti da scarponcini con lacci e da mollettiere simili a quelle utilizzate dalle truppe da montagna austriache, mentre per strisciare più facilmente l'uniforme da campo fu rinforzata con toppe di pelle sui gomiti e sulle ginocchia, e, poiché la bomba a mano aveva sostituito il fucile quale arma principale, il cinturone in pelle per le munizioni fu sostituito da due sacche a tracolla per le granate. Il fucile stesso venne sostituito da una variante più maneggevole e leggera del Mauser 98 d'ordinanza.

### Il battesimo del fuoco
La prima volta che il Distaccamento d'assalto venne utilizzato come unità indipendente fu durante l'assalto sullo Hartmannsweilerkopf, una cima dei Vosgi dove truppe di Jäger austriaci e Chasseur Alpins francesi si combattevano dal Natale 1914. Rohr conosceva già il campo di battaglia in quanto nell'ottobre 1915 con i fucilieri della Guardia aveva partecipato a un attacco alle posizioni francesi, così il 10 gennaio 1916 l'intero Distaccamento guidò due reggimenti di fanteria contro la posizione francese dello Hartmannsweilerkopf sgomberandola con perdite limitate. Sebbene l'assalto fosse stato caratterizzato dalle stesse tattiche messe in atto sullo Schratzmännle, il capitano Rohr non aveva rinunciato al fuoco dell'artiglieria indiretta a supporto dell'attacco, creando un fuoco di "sbarramento di contenimento" sull'obbiettivo stesso e isolandolo dal resto del campo di battaglia.
Contrariamente all'opinione comune che l'artiglieria potesse svolgere il lavoro della fanteria, Rohr utilizzò l'artiglieria per neutralizzare e paralizzare il nemico in modo che la fanteria potesse manovrare: doveva formare l'incudine contro la quale il martello avrebbe colpito. La precisione e la tempestività dell'azione di fuoco, come anche l'abilità della fanteria nello sfruttare i suoi effetti, iniziarono a essere considerati fattori più importanti del volume e della durata del fuoco, soprattutto in vista delle riserve limitate che l'esercito tedesco poteva utilizzare a confronto con l'industria a disposizione degli Alleati.

### Le nuove tattiche di combattimento

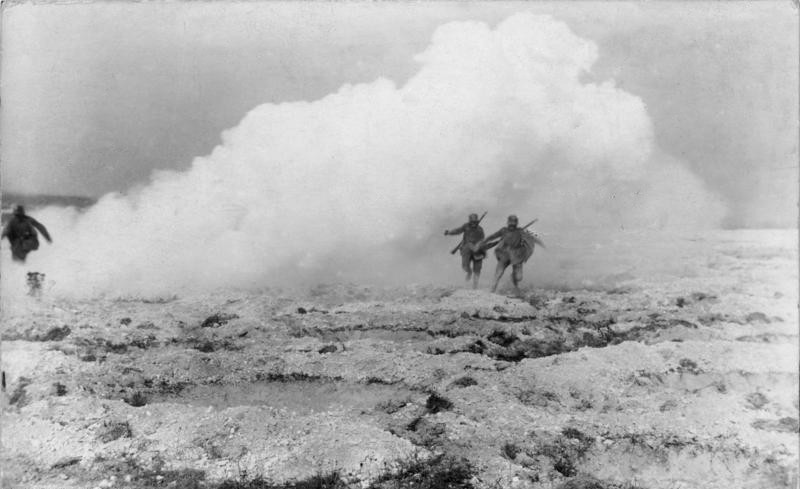
Stoßtruppen in azione nella Champagne coperti da una cortina fumogena, 1917 circa

Dopo il fallimento del piano Schlieffen, l'esercito tedesco rimase sulla difensiva a Occidente per tutto il 1915. Durante quell'anno l'esercito francese sacrificò centinaia di migliaia di uomini nel tentativo di scardinarne le linee e i tentativi britannici furono ugualmente disastrosi. Ma in quel periodo i tedeschi non rimasero del tutto passivi, e i comandi di divisione ordinavano spesso "attacchi con obiettivi limitati" (Angriffe mit begrenzten Zielen) per rendere sicure aree importanti o negare al nemico territori chiave.
Impiegando le tattiche della guerra d'assedio già noti ai comandi tedeschi prima della guerra e allo stesso tempo abbandonando del tutto le tattiche che implicavano l'ordine chiuso, la fanteria tedesca fu spesso in grado di conquistare posizioni francesi e britanniche. Altro vantaggio a favore dei tedeschi era l'utilizzo massiccio di obici, che con il loro tiro arcuato erano molto più efficaci delle batterie di cannoni a disposizione degli eserciti nemici, oltre che di mortai e di bombe a mano che permettevano di conquistare le trincee nemiche e soprattutto di conservarle in caso di contrattacco.

#### Difesa elastica
Il corso della guerra cambiò le priorità all'interno dei corsi d'addestramento. Nell'inverno 1916-1917 i tedeschi cominciarono a diffondere nuove tattiche difensive, soprattutto in risposta alla potenza dimostrata dall'artiglieria britannica sulla Somme, migliorando la difesa in profondità con nuove tecniche che includevano contrattacchi e manovre a tenaglia. I comandanti tedeschi furono così inviati nelle retrovie per corsi della durata di un mese per studiare la nuova tattica difensiva detta "difesa elastica".
Invece di cercare di difendere un lembo di terra a qualunque costo, il punto chiave della difesa tedesca divenne il contrattacco tempestivo per debellare il nemico proprio nel momento in cui questo si trovava più sbilanciato. Alla fine del 1917, le trincee lunghe e strette piene di fucilieri erano state sostituite da un sistema a scacchiera di piccoli bunker e fortini in cui trovavano posizione plotoni, squadre e squadre di mitragliatrici, alle cui spalle si trovavano plotoni e compagnie aggiuntive, anch'esse riparate all'interno di bunker più grandi, che avrebbero contrattaccato in caso di sfondamenti localizzati. Il fulcro della forza difensiva non stava però nei fortini in cemento, bensì pochi chilometri dietro, dove battaglioni, reggimenti e perfino divisioni sarebbero potuti intervenire per sferrare il colpo decisivo all'attacco nemico, rimanendo nel contempo al riparo dall'artiglieria. Poiché le truppe impegnate nella difesa divenivano nello stesso tempo forze d'attacco impegnate nei contrattacchi, la distinzione tra difesa e attacco nella tattica tedesca divenne labile, e le tecniche impiegate dai battaglioni d'assalto avevano la possibilità di essere impiegate nel contrattacco come nell'attacco vero e proprio.

#### Le armi di appoggio
Le battaglie difensive del 1916 e 1917 portarono anche una profonda innovazione nell'organizzazione della fanteria. A ogni mese che passava le divisioni di fanteria perdevano fucilieri e guadagnavano equipaggiamenti di sostegno quali artiglierie, mortai da trincea e soprattutto mitragliatrici leggere e pesanti. Il rapporto delle compagnie di mitragliatrici e quelle di fucilieri in ogni reggimento crebbe tra il 1914 e il 1916 da 1:12 a 1:4, fino a diventare 1:3 verso la fine del conflitto. Simile aumento avvenne anche nell'impiego dei mortai da trincea: nel febbraio 1915 ogni compagnia di pionieri era equipaggiata con sei mortai leggeri, verso la fine di quell'anno a ogni divisione di fanteria venne aggiunta una compagnia di mortai con due mortai pesanti, quattro medi e sei leggeri.
Durante il 1916 il numero di mortai leggeri venne aumentato a dodici, e all'inizio del 1917 il loro numero fu ulteriormente incrementato in modo da poter formare un plotone di due mortai da trincea in ogni battaglione di fanteria. Mitragliatrici e mortai divennero quindi parte integrante dell'equipaggiamento della fanteria, e l'impiego di armamenti di sostegno ebbe nuovo vigore nel 1917 con l'introduzione del lanciabombe (Priesterwerfer) nella compagnia di fanteria, del treppiede leggero per la mitragliatrice Maxim e un affusto a ruote per il mortaio leggero: innovazioni che consentivano lo spostamento più rapido delle armi sul terreno.

##### La mitragliatrice modello 08/15

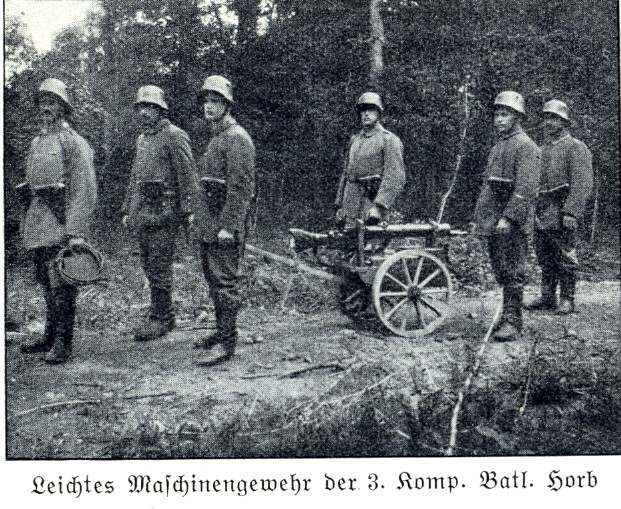
Serventi tedeschi della mitragliatrice leggera Maxim 08/15 su affusto mobile

Nel dicembre 1916, in sostituzione alla poco affidabile Bergmann modello 1915, fu introdotta la mitragliatrice pesante Maxim modello 08 leggermente modificata, con calcio in legno e montata su bipiede, rinominata 08/15. Quest'arma manteneva le virtù dell'affidabile mitragliatrice pesante Maxim, diminuendone però l'ingombro per facilitare lo spostamento in battaglia. La dotazione iniziale di mitragliatrici leggere Maxim fu di due per ogni compagnia che diventarono sei verso la fine del 1917. Nel gennaio 1918 il numero di 08/15 fabbricate in Germania era di circa 37 000 unità, abbastanza per fornire ognuna delle 9 000 compagnie di almeno quattro mitragliatrici leggere.
Tatticamente la 08/15 venne utilizzata inizialmente da un "gruppo di specialisti" all'interno di ogni compagnia, ma con l'aumento delle mitragliatrici leggere divenne necessario che queste fossero distribuite tra i plotoni dei fucilieri; questo, unito all'incremento del numero delle truppe d'assalto, produsse un grosso cambiamento nell'organizzazione e nelle capacità del plotone di fanteria. Invece di essere composto interamente da fucilieri, era ora composto da tre squadre diverse: la squadra di mitragliatrici leggere, la squadra di fucilieri e la truppa d'assalto.
Il fuoco di copertura della 08/15 permetteva ai fucilieri e alle truppe d'assalto di spostarsi sui fianchi o sul retro di un obiettivo, attaccarlo con bombe a mano e fucili e quindi neutralizzarlo; tale combinazione di fuoco e manovra avveniva talvolta anche all'interno della squadra di mitragliatrice stessa, il cui organico di otto uomini era diviso in un servente che trasportava l'arma, altri due o tre che lo seguivano con l'acqua per il raffreddamento dell'arma e le munizioni, e con altri quattro o cinque mitraglieri armati di carabine e bombe a mano a seguire.

##### Le granate a gas

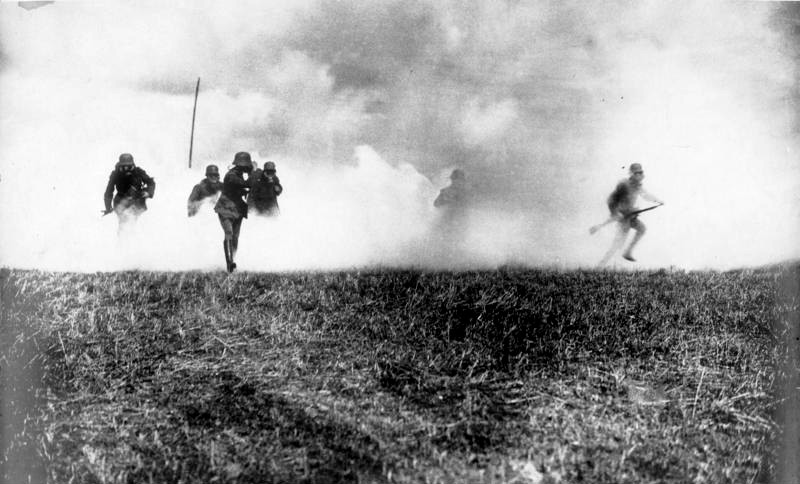
Truppe d'assalto avanzano nelle Fiandre in una nube di gas protette dalle apposite maschere antigas, 1916 circa

Comprendendo i limiti degli attacchi con le nubi di gas, il Ministero della guerra tedesco aveva ordinato la simultanea produzione di bombe per l'artiglieria e per i mortai in grado di sprigionare vari tipi di gas, ma solo con l'introduzione di gas capaci di uccidere già in piccole quantità queste granate trovarono impiego tattico. L'uso di queste granate avvenne soprattutto negli "attacchi con obiettivi limitati" come fuoco di controbatteria e negli "sbarramenti di interdizione" per isolare le posizioni.

#### Gli "attacchi con obiettivi limitati" del 1917
Un utilizzo tattico dei gas fu introdotto e perfezionato durante la serie di attacchi con "obiettivi limitati" della 7ª armata tedesca che seguirono l'offensiva Nivelle sul fiume Aisne nell'estate 1917. Le granate a gas servirono a neutralizzare le batterie nemiche, rafforzando la tendenza a utilizzare l'artiglieria per paralizzare l'avversario piuttosto che come strumento di logoramento; ciò, unito all'uso di attacchi diversivi, contribuì alla nascita di una tendenza che si preoccupava sia di confondere i comandanti nemici sia di eliminare fisicamente i loro soldati.
Questa nuova tattica trovò la soluzione al superamento della "zona intermedia" – ossia la cintura di nidi di mitragliatrice dietro la prima linea di trincee – che consentì nel 1918 di convertire le tattiche delle truppe d'assalto nella "tattica d'infiltrazione". Sostanzialmente le tattiche delle truppe d'assalto, che si limitavano alla conquista e al mantenimento delle trincee di prima linea, furono perfezionate mediante l'uso accorto di artiglieria e mitragliatrici leggere, che sfondavano la linea successiva composta da nidi di mitragliatrici permettendo alle truppe di infiltrarsi tra le linee nemiche: queste nuove tattiche operative furono poi ampiamente utilizzate dall'esercito tedesco durante tutto il 1918 e in pratica fino alla fine della seconda guerra mondiale.

## Storia operativa

### L'attacco a Verdun

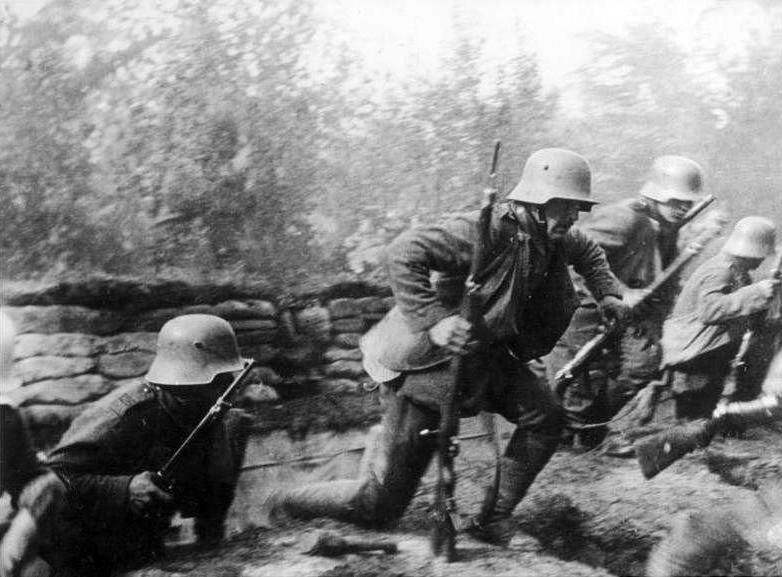
Truppe d'assalto tedesche balzano fuori dalla loro posizione durante l'attacco a Verdun

Durante l'attacco tedesco alla piazzaforte di Verdun alcune unità furono addestrate specificatamente sul modello del Distaccamento d'assalto "Rohr" e furono impartiti loro ordini particolari per il primo giorno dell'offensiva, come la conquista di capisaldi o nidi di mitragliatrici; in altre unità parte delle truppe venne addestrata a lanciare bombe a mano e andò poi a costituire squadre speciali: in entrambi i casi la prima ondata dell'attacco a Verdun sarebbe stata composta da soldati armati principalmente da bombe a mano, il cui compito sarebbe stato quello di sgomberare trincee e capisaldi.
Le squadre di lanciatori di bombe a mano (Handgrenadentrupp) e le truppe d'assalto (Stoßtrupp) della prima ondata spesso avanzavano fin molto vicino alla cortina di fuoco, rischiando perdite occasionali dovute a tiri troppo corti, pur di sfruttare al massimo il periodo tra la fine del tiro dell'artiglieria e la reazione dei francesi. In questo modo i difensori venivano sorpresi il più delle volte ancora nei ricoveri e non erano in grado perciò di offrire una resistenza coordinata. Dopo la prima ondata venivano fatti avanzare i fucilieri che l'avrebbero sostituita e mantenuto la posizione contro l'inevitabile contrattacco, quindi sarebbero stati fatti avanzare reparti addetti al trasporto di munizioni, armi, attrezzi per i pionieri e materiali per ripristinare le trincee conquistate.

### Espansione dei reparti d'assalto

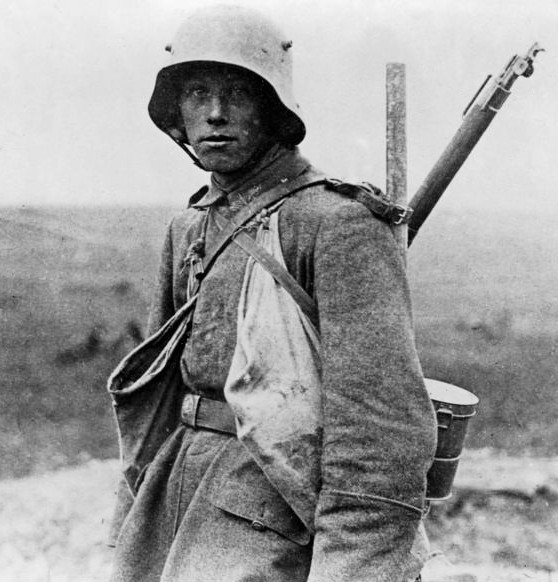
Giovane soldato delle truppe d'assalto. Si riconoscono la carabina e la vanga dietro la schiena, ma soprattutto a tracolla sono evidenti i borsoni per le bombe a mano.

L'esperienza del Distaccamento d'assalto nella prima parte della battaglia di Verdun dimostrò chiaramente i pregi della nuova tattica ma palesò anche le difficoltà sorte dal doppio incarico che ricopriva, cioè partecipare alle azioni di guerra e addestrare altre unità. In risposta a questo problema il colonnello Bauer decise di aumentare la dimensione del Distaccamento e in secondo luogo decise di convertire quattro battaglioni Jäger sul modello dell'unità del capitano Rohr. I battaglioni Jäger erano molto ben predisposti a questo tipo di cambiamento, dato che già per loro costituzione erano unità autonome e predisposte alla tattica dell'assalto in aree montuose e boscose, composte soprattutto da uomini di montagna abituati alla vita all'aperto e fiduciosi nelle capacità di loro stessi e dei loro compagni.
Ma nell'estate del 1916 l'ingresso della Romania nel conflitto costrinse la Germania a inviare tre unità Jäger sul fronte rumeno e solo l'unica unità rimasta, il 3º battaglione Jäger (Brandeburg), il 4 agosto 1916 venne rinominato 3º battaglione d'assalto Jäger (Jäger-Sturm-Bataillon) e iniziò l'addestramento come unità d'assalto. Tuttavia, l'ampliamento da uno a due battaglioni d'assalto venne considerato insufficiente e il generale Erich von Falkenhayn diede quindi ordine alla 2ª, 3ª, 4ª, 6ª, 7ª armata e anche al Distaccamento d'armata Strantz di inviare al battaglione d'assalto "Rohr" due ufficiali e quattro sottufficiali ognuna per l'addestramento: al loro ritorno costoro avrebbero dovuto addestrare unità d'assalto d'élite della dimensione di un plotone e di una compagnia all'interno delle rispettive divisioni o reggimenti. Ciò avrebbe dovuto consentire a ciascuna armata di formare Distaccamenti d'assalto ad hoc, raggruppandoli e dotandoli di mitragliatrici, lanciafiamme, mortai da trincea e cannoni di fanteria.
Un'accelerazione nell'ampliamento e nell'addestramento delle unità d'assalto si ebbe nell'autunno del 1916, quando il generale Erich Ludendorff che aveva appena assunto il comando de facto dell'esercito tedesco passò in rassegna a Montmédy il battaglione d'assalto "Rohr", convincendosi in pochi giorni che le truppe d'assalto dovessero diventare il modello per il resto della fanteria. Contrariamente al suo predecessore von Falkenhayn, Ludendorff credeva che l'inizio della guerra di trincea non precludesse la fine delle operazioni di manovra operativa a Occidente; l'esistenza del battaglione d'assalto "Rohr" rafforzò la convinzione di Ludendorff che una tattica migliore avrebbe permesso la ripresa della guerra di movimento. Così il 25 ottobre 1916 Ludendorff firmò una disposizione che imponeva la formazione di un battaglione d'assalto all'interno di ogni armata presente sul fronte occidentale.
Nel febbraio 1917 erano già stati formati quindici battaglioni d'assalto e due compagnie d'assalto indipendenti; alcuni di questi vennero costituiti rafforzando unità d'assalto minori, altri vennero formati da zero. Come i due battaglioni d'assalto già esistenti, le nuove unità dovevano svolgere principalmente un compito di addestramento per ufficiali e sottufficiali che avrebbero addestrato a loro volta i soldati della fanteria in linea, anche se tutti i battaglioni d'assalto fornivano regolarmente distaccamenti per le incursioni nelle trincee e per gli attacchi con "obiettivi limitati".

### Il fronte orientale
In Occidente la guerra di manovra si concluse con la prima battaglia di Ypres, ma il fronte orientale si rivelò più mobile sebbene non del tutto dinamico; il territorio su cui si combatteva a est era troppo ampio per poter essere saturato di uomini e armi: una divisione a Oriente poteva tenere settori larghi dai venti ai trenta chilometri, lo stesso terreno, nelle Fiandre, veniva occupato con ben otto divisioni. Con forze così deboli, l'ordine aperto della tattica "boera" si dimostrò perfettamente adeguato, e solo occasionalmente le condizioni tattiche sul fronte orientale assomigliarono a quelle del fronte occidentale.
Per questi motivi l'impiego delle truppe d'assalto a Oriente fu molto limitato e per lo più si fece affidamento sull'artiglieria, il cui metodo di utilizzo si stava aggiornando come a Occidente: durante l'attacco alla città di Riga, l'8ª armata del generale Oskar von Hutier avrebbe dovuto creare delle teste di ponte sul fiume Daugava in modo tale da dirigersi verso nord e così isolare la guarnigione della città dal resto dell'esercito russo. Tale operazione aveva una forte somiglianza con un "attacco con obiettivi limitati", ma il fatto che la terra di nessuno fosse un fiume forniva ai russi un eccellente campo di tiro; dunque la priorità tedesca era un bombardamento di elevata potenza sulle due posizioni russe a settentrione della penisola di Üxküll sulla Dvina, il punto dove intendeva sfondare von Hutier.
Il bombardamento fu affidato al colonnello Georg Bruchmüller e non appena avviato, i genieri si affrettarono a creare dei ponti con barche di legno, coperti dal fuoco delle loro artiglierie; raggiunta la penisola di Üxküll il fuoco si concentrò in avanti fornendo alla fanteria tedesca una copertura in attesa di occupare le postazioni russe. Alla sera ben sei divisioni tedesche avevano superato la Dvina, e tre le seguirono il giorno successivo. In questa battaglia il ruolo svolto dalle unità d'assalto fu modesto: un plotone della 18ª compagnia d'assalto prese parte all'attraversamento della Dvina con il compito di tenere sgombra una singola trincea a Borkowitz, una delle isole occupate dai russi nel mezzo del fiume, mentre il resto della compagnia rimase di riserva. Ma la battaglia di Riga servì soprattutto a livello tattico: dimostrò l'importanza della sorpresa, della concentrazione di forze superiori contro punti deboli e della penetrazione in profondità al fine di accerchiare un settore delle forze nemiche, tutti fattori che vennero ampiamente utilizzati dalle unità d'assalto durante il 1918.

### Il fronte italiano

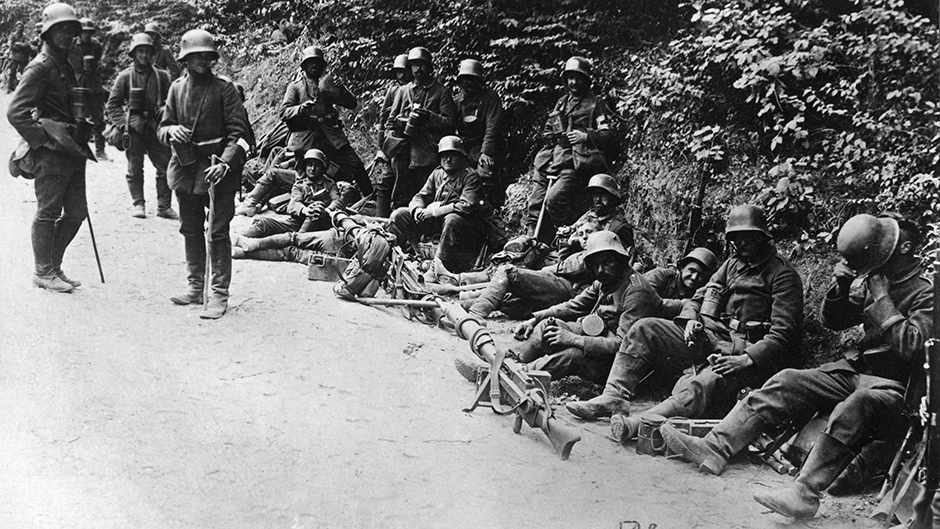
Truppe d'assalto si riposano durante l'avanzata di Caporetto

Fino all'estate del 1917 l'Alto Comando tedesco non si preoccupò molto della guerra tra Italia e Impero austro-ungarico; per due anni i due eserciti si scontrarono lungo il confine montuoso che separava i due paesi, ma quando le forze austro-ungariche furono sul punto di cedere la Germania decise di lanciare una sua offensiva in Italia. Il luogo scelto per l'attacco fu la valle dell'Isonzo nel punto in cui il fiume forma una "s" al cui centro è situata la cittadina di Caporetto; l'elemento di punta dell'offensiva austro-tedesca fu la 14ª Armata tedesca al comando di Otto von Below, formata da sei divisioni tedesche e otto austro-ungariche, queste ultime ben pratiche della guerra di montagna.
Un meticoloso addestramento precedette l'attacco: molte delle truppe furono addestrate alla guerra in montagna e all'uso della mitragliatrice leggera Maxim 08/15 e le tre provenienti dal fronte occidentale, avvezze alle tattiche dei battaglioni d'assalto, tennero corsi per istruire altre reclute. Inoltre le formazioni addestrate ed equipaggiate specificatamente per la guerra di montagna – l'Alpenkorps, la divisione Jäger, la 196ª e la 200ª di fanteria e le divisioni di montagna austriache – erano già ben aggiornate sulle tattiche d'assalto sviluppate a Occidente.
Alle ore 02:00 del 24 ottobre 1917 scattò il bombardamento contro le posizioni italiane, alle ore 08:00 il fuoco si spostò sulla seconda linea italiana e le truppe d'assalto, seguite dalla fanteria, uscirono dalle loro posizioni. I battaglioni tedeschi, più preoccupati di raggiungere le cime che mantenere i contatti con le truppe vicine, si spinsero oltre la linea italiana il più rapidamente possibile, in alcuni casi dovendo lanciare i loro razzi di segnalazione per chiedere che lo sbarramento mobile fosse fatto avanzare prima del previsto; l'avanzata fu rapida e verso mezzogiorno molte unità attaccanti erano ormai oltre la gittata dei loro cannoni.
Quando i primi elementi della 14ª Armata incontrarono la seconda linea italiana, l'attacco si era frantumato in una serie di scontri a livello di plotone o di battaglione con l'obiettivo di conquistare una cima o precipitarsi giù da una valle. La resistenza italiana era spesso scoordinata e fu facilmente travolta dalla tattica tedesca; i difensori venivano immobilizzati dal fuoco delle mitragliatrici in modo tale che una squadra potesse aggirarli ed eliminare il caposaldo con le bombe a mano. La velocità dell'avanzata permise alla prima ondata di superare quasi simultaneamente le tre linee italiane lasciando alla seconda ondata il compito di affrontare un esercito nello scompiglio, demotivato e senza una guida, quindi più propenso ad arrendersi.
Il secondo giorno dell'attacco gli austro-tedeschi completarono l'avvolgimento delle truppe italiane sulla sponda orientale dell'Isonzo e iniziarono a penetrare nella pianura friulana. Ma superate le montagne, la tattica dei battaglioni d'assalto venne meno: dopo il 27 ottobre i soldati della 14ª armata si trovarono dinanzi a tre fiumi che attraversavano la pianura, e che offrivano agli italiani delle barriere naturali dietro le quali poterono stabilire linee difensive; gli austro-tedeschi riuscirono a superare il Torre e il Tagliamento ma si fermarono dinanzi alle posizioni difensive sul Piave. Dopo quasi un mese l'armata dovette interrompere l'avanzata ma il successo era stato completo e ora l'Alto comando tedesco non doveva più preoccuparsi del probabile collasso delle forze austro-ungariche.

### Cambrai

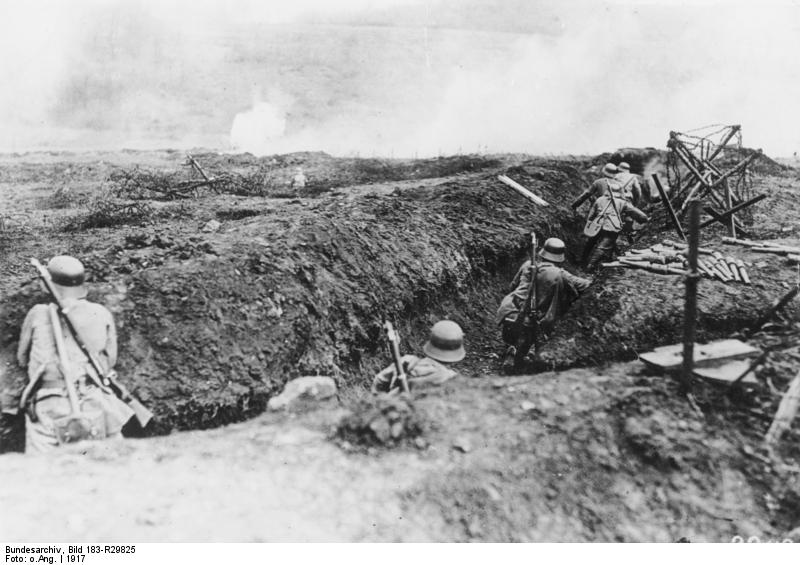
Truppe d'assalto tedesche aspettano il segnale per partire all'attacco

Il brillante sfruttamento della breccia di Caporetto convinse Ludendorff che l'esercito tedesco aveva elaborato un metodo per sbloccare l'impasse a Occidente. Il 20 novembre 1917 quattrocento carri armati e sei divisioni di fanteria britanniche attaccarono i tedeschi nei pressi di Cambrai; l'attacco fece indietreggiare i tedeschi di circa otto chilometri, ma offrì l'opportunità all'Alto comando di poter contrattaccare lungo i fianchi scoperti e quindi sperimentare le tattiche impiegate in Italia su larga scala sul fronte occidentale.
Il piano prevedeva due attacchi: il "gruppo Caudry" avrebbe attaccato da est a ovest alle 08:30 del 30 novembre in modo da distogliere truppe dal settore del "gruppo Arras" che, marciando da nord verso sud, avrebbe iniziato l'attacco tre ore più tardi. Entrambi gli attacchi furono preparati secondo il modello di Riga e Caporetto, con uno sbarramento di artiglieria mobile che avrebbe coperto le truppe mentre queste avanzavano alla conquista di "obiettivi limitati". Nella maggior parte delle divisioni utilizzate, i primi tedeschi che avrebbero dovuto conquistare e superare le trincee della prima linea britannica sarebbero stati i membri delle unità d'assalto. Nonostante una più forte resistenza britannica a confronto di ciò che affrontarono a Caporetto, i tedeschi riuscirono ad avanzare velocemente e l'attacco fu un successo: le truppe d'assalto irruppero nel primo sistema di trincee e le superarono protette dallo sbarramento e dai pionieri al loro seguito, lasciando il compito di sgominare la prima linea alle truppe delle successive ondate.
In questa occasione le truppe d'assalto erano state equipaggiate con proprie batterie di artiglieria che supportavano l'avanzata grazie al fuoco diretto contro obiettivi specifici, utilizzati anche grazie al supporto di pionieri che ne aiutavano il trasporto. Il successo del "gruppo Caudry" però non fu eguagliato dal secondo raggruppamento. Messi in guardia dall'attacco più a sud, i britannici si allertarono e rinforzarono le truppe che si affacciavano a nord. Così senza il vantaggio della sorpresa e con lo sbarramento mobile che proseguiva senza tener conto della resistenza britannica, i soldati delle truppe d'assalto del gruppo Arras dovettero combattere una battaglia lenta e difficile contro unità britanniche intatte.

### Kaiserschlacht

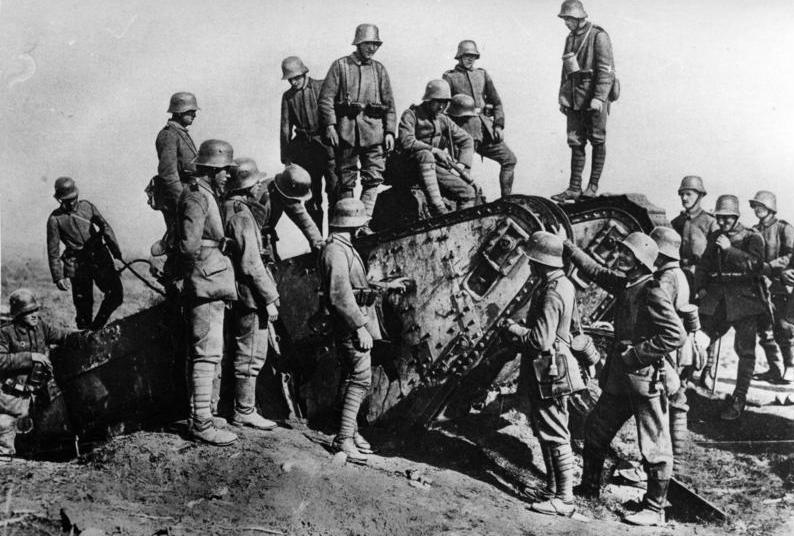
Truppe d'assalto tedesche esaminano un carro britannico Mark messo fuori combattimento. Durante l'offensiva di primavera le Stoßtruppen dovettero affrontare molti carri utilizzati spesso durante i disordinati contrattacchi dei primi giorni dell'offensiva.

Fiducioso nella nuova tattica, Ludendorff decise che era giunto il momento di sferrare l'attacco decisivo che avrebbe portato la Germania alla vittoria operativa a Occidente. Fu deciso di attaccare il settore britannico a nord con la 17ª, la 2ª e la 18ª Armata: le prime due avrebbero attaccato tra Arras e Péronne lungo un sentiero quasi parallelo alla Somme, con il compito di tagliare le forze britanniche nel saliente di Cambrai; la terza armata doveva supportare questo attacco con un assalto lungo la riva meridionale della Somme. La grande maggioranza delle divisioni di queste tre armate erano "divisioni d'attacco" ben equipaggiate con unità da combattimento e di supporto, necessarie per lo sfondamento e per il successivo sfruttamento dell'attacco.
La cosiddetta Kaiserschlacht ("battaglia per l'Imperatore") cominciò ufficialmente alle 04:40 del 21 marzo 1918, momento in cui il bombardamento di preparazione si intensificò; cinque ore più tardi l'artiglieria di sbarramento allungò il tiro e le prime truppe a uscire dalle trincee furono le truppe d'assalto d'élite. Come era avvenuto a Cambrai i battaglioni d'assalto a livello d'armata vennero divisi in Sturmblocks (gruppi di combattimento speciali composti da una compagnia d'assalto rinforzata da mitragliatrici, mortai leggeri da trincea, lanciafiamme e cannoni da fanteria) aggregati alle divisioni, solo nel caso della 50ª divisione di fanteria a reggimenti della prima fila d'attacco. Anche se alcune armate cedettero i loro battaglioni d'assalto alle armate impegnate nell'offensiva, a livello d'armata le truppe d'assalto non erano sufficienti, così alcune divisioni dovettero accontentarsi delle truppe d'assalto in organico. Compito degli Sturmblocks era percorrere più terreno possibile senza badare ai punti fortificati e raggiungere le postazioni britanniche d'artiglieria otto chilometri dietro il fronte, sfruttando al massimo le dodici ore di luce. Le mitragliatrici, i cannoni, i mortai e i lanciafiamme si sarebbero occupati di circondare e liquidare i capisaldi nemici al primo impatto; quelli che avessero resistito sarebbero stati investiti dai susseguenti reggimenti di fanteria.
Superare la terra di nessuno fu relativamente facile per le truppe della 17ª e 18ª Armata, mentre l'ininterrotto fuoco di controbatteria che si trovò di fronte la 2ª Armata ne rallentò di molto l'avanzata. Fu durante il combattimento sulla prima linea britannica che i tedeschi incapparono nelle prime difficoltà: molte unità d'assalto persero il controllo sul fuoco di sbarramento mobile, in quanto ogni minimo rallentamento nell'avanzata, a causa della nebbia e del fumo creato dalle esplosioni, non venne ravvisato dagli artiglieri che continuarono la loro tabella di marcia, lasciando alle truppe d'assalto in ritardo il compito di affrontare la seconda linea solo con le armi a loro disposizione. Ciò costò ai tedeschi tempo prezioso e al calar della sera né la 17ª né la 18ª Armata avevano completamente coperto gli otto chilometri previsti, anche se le loro tattiche di infiltrazione e accerchiamento avevano permesso la cattura di oltre 7 000 prigionieri.

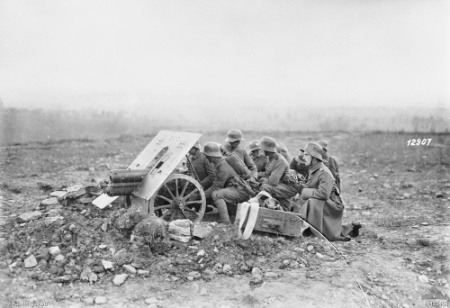
Una squadra di artiglieri tedeschi adopera un obice come improvvisato pezzo anticarro durante gli ultimi scontri sul fronte occidentale

Il secondo giorno molte unità tedesche si trovarono troppo lontane dal raggio della propria artiglieria e alla portata di quella britannica; d'altro canto la confusione tra le linee britanniche e l'abilità nell'utilizzo delle armi a loro disposizione fece sì che i tedeschi continuassero ad avanzare. La 2ª Armata riuscì a sfondare tutta la prima linea mentre le altre due armate sfondarono anche le seconde linee di difesa britanniche accingendosi ad attaccare la terza linea; verso sera, quando i britannici cominciarono a servirsi del loro parco motorizzato per il trasporto delle truppe necessarie ai contrattacchi, l'artiglieria tedesca si era ormai ricongiunta alle rispettive divisioni.
Il terzo giorno i tedeschi continuarono ad avanzare efficacemente e alla sera Ludendorff era soddisfatto dello sfondamento del sistema difensivo britannico, che aveva provocato un varco largo ottanta chilometri nelle linee avversarie. Ma lo sfruttamento del varco aperto non era facile poiché i tedeschi non si trovarono di fronte le vaste pianure russe o una armata allo sbando tra le montagne come a Caporetto, bensì un territorio ricco di città, foreste, canali e fiumi che offrivano alle forze fresche britanniche che continuavano ad arrivare l'opportunità di stabilire nuove linee di resistenza, e in alcuni punti di contrattaccare in forze. Al terzo e quarto giorno la fatica intorpidì le menti e le motivazioni e gli attaccanti, ormai stanchi e spossati, iniziarono a saccheggiare depositi di vettovaglie: la tattica delle truppe d'assalto necessitava nel suo essere di forte motivazione e spirito combattivo, ma la volontà individuale dei soldati tedeschi crollò e con essa anche la progressione nel campo di battaglia. Per altri sei giorni i tedeschi tentarono di sfondare la nuova linea messa in piedi dai britannici ma il 5 aprile Ludendorff mise termine alle operazioni.
In generale, l'offensiva fu ben pianificata e riuscì a scompaginare in profondità il sistema difensivo britannico, ma i tre giorni di battaglia invece dell'unico giorno previsto avevano permesso ai britannici di richiamare le loro riserve impedendo ogni successivo sfruttamento. Ciò non fece tuttavia diminuire in Ludendorff la fiducia nella nuova tattica: il generale tedesco ordinò successivamente altre tre offensive sullo stesso schema, ma ognuna di esse si concluse con le truppe d'assalto troppo stanche e sfiduciate per continuare l'assalto. L'ultimo attacco lanciato il 4 agosto 1918 vide le truppe tedesche non solo fermare l'avanzata ma iniziare anche a ritirarsi lentamente fino all'11 novembre, quando un armistizio accelerato dallo scoppio di una rivoluzione civile in Germania mise fine ai combattimenti sul fronte occidentale.

### Il dopoguerra
Con la fine del conflitto la Germania affrontò notevoli problemi: oltre al contraccolpo psicologico della sconfitta, anche la fine dell'impero creato nel 1871, l'abdicazione del Kaiser Guglielmo II e il crollo del governo; le forze armate erano state sciolte e gruppi di soldati smobilitati vagavano per le strade invocando una rivolta bolscevica come quella avvenuta in Russia, influenzati dalla propaganda dei rivoluzionari spartachisti; a est, sul vecchio fronte orientale, i polacchi insorti minacciavano di invadere la Slesia e i territori affacciati sul Mar Baltico. Per fronteggiare queste minacce alcuni militari conservatori (tra questi molti ex appartenenti ai battaglioni d'assalto) assieme a diversi soldati regolari, ansiosi di difendere la patria e i suoi valori tradizionali dalla minaccia comunista che li aveva "pugnalati alla schiena", si riunirono in unità chiamate Freikorps, gruppi paramilitari formati da soldati volontari appena smobilitati sotto il comando di ex ufficiali. Milizie con poca disciplina vennero comunque contattate e aizzate dall'appena stabilito governo repubblicano per soffocare i tumulti, difendere le istituzioni e i confini nazionali.
I Freikorps furono poi ufficialmente sciolti nel 1919 con l'accettazione del Trattato di Versailles che dava le direttive per creare la Reichswehr, il piccolo esercito concesso dagli Alleati vincitori alla Repubblica di Weimar. I Freikorps ebbero un momento di rivitalizzazione quando nel 1923 truppe franco-belghe occuparono il bacino minerario e industriale della Ruhr; assieme a gruppi nazionalistici ben armati si misero a disposizione della Reichswehr, ma l'allora Capo di Stato maggiore Hans von Seeckt decise di smantellare gran parte delle milizie tedesche le quali dovettero consegnare le armi. Seeckt credeva che la scarsa disciplina e la conseguente difficoltà di far rispettare gli ordini avrebbero reso dapprima problematico e poi impossibile gestire tali unità, che si sarebbero allontanate da qualsiasi forma di controllo diventando una minaccia per la stabilità, già precaria, del nuovo assetto statale della Germania. Gli uomini dei Freikorps che non vennero accolti nel nuovo esercito regolare si trasferirono in gruppi paramilitari di destra come lo Stahlhelm, Bund der Frontsoldaten, la nazionalista Reichskriegsflagge, lo Jungdeutscher Orden e la Organisation Rossbach nelle cui file transitarono ex soldati delle truppe d'assalto.
Diversi di costoro divennero famosi successivamente, come Kurt Daluege, Josef Dietrich, Friedrich-Wilhelm Krüger, Karl Wolff, Udo von Woyrsch e altri. L'eredità dei reparti venne raccolta nell'ideologia nazista dalla Stoßtrupp Adolf Hitler, un reparto di protezione per il capo del nazismo; inizialmente nel 1923 di soli otto uomini, appartenente alle SA e denominato Stabswache, l'anno dopo assumerà le dimensioni di una compagnia e il nome di Stoßtrupp. Disciolto dopo il putsch di Monaco del 1923 verrà ricostituito come Schutzkommando sotto le SS e progressivamente si evolverà nella 1. SS-Panzer-Division "Leibstandarte SS Adolf Hitler" che parteciperà alla seconda guerra mondiale.

## Organizzazione e tecnologia

### Reclutamento
L'arruolamento nei battaglioni d'assalto fu volontario dal 1915 fin verso la fine del 1917. I requisiti minimi dei primi Sturmbatallione erano così severi che, quando quattro battaglioni di Jäger vennero trasformati in truppe d'assalto, più di 500 uomini risultarono non idonei e vennero trasferiti. Anche se gli ufficiali potevano essere assegnati d'ufficio a un'unità delle truppe d'assalto, si riteneva che gli uomini dovessero avere meno di 25 anni, essere celibi e avere buone capacità atletiche. Per volere del generale Ludendorff il ruolo d'addestramento dei battaglioni d'assalto si ampliò: i soldati e soprattutto i sottufficiali passavano un breve periodo di tempo con un battaglione delle truppe d'assalto prima di tornare alla loro unità di provenienza.

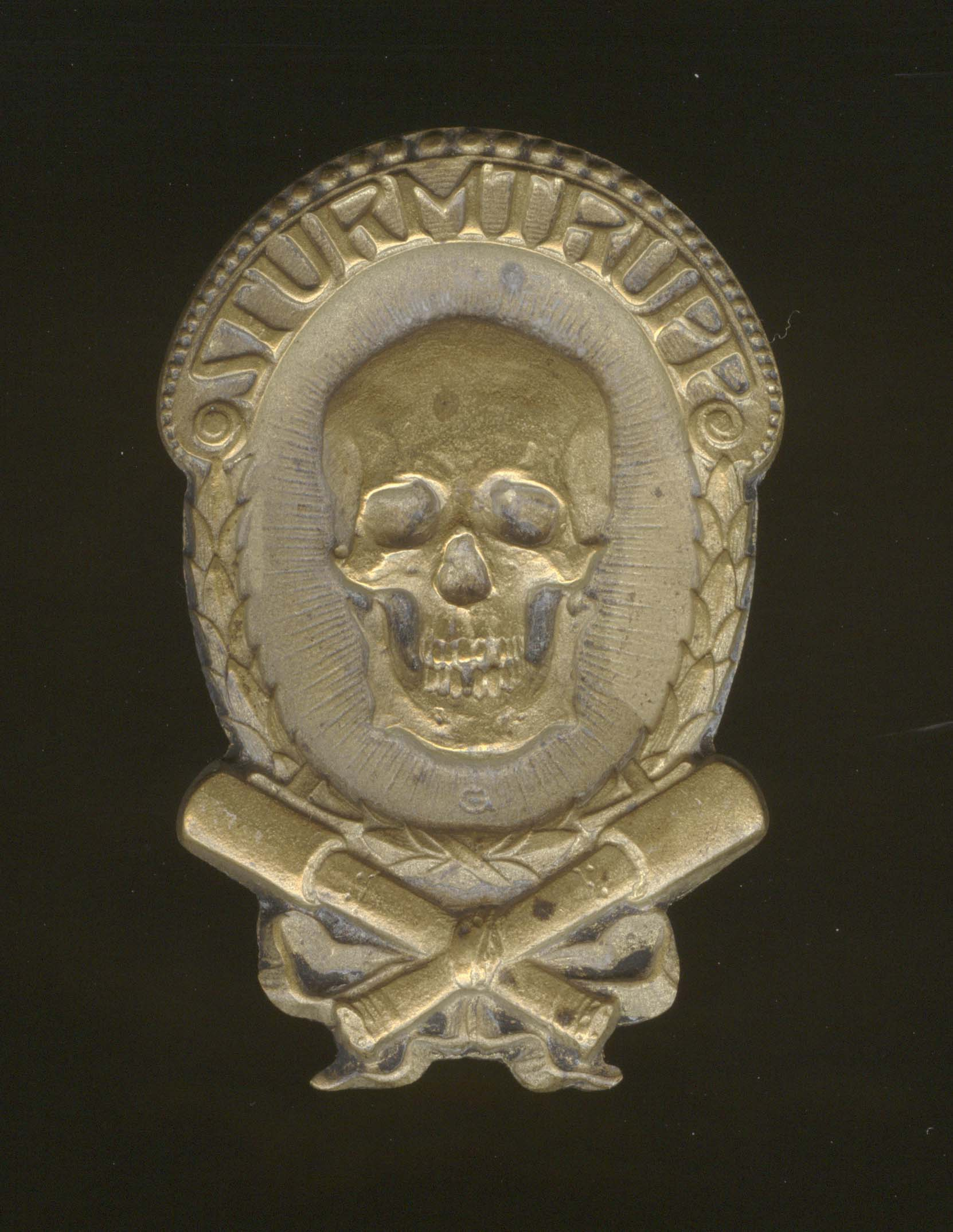
Distintivo da berretto austroungarico delle truppe d'assalto

#### Le k.u.k. Sturmtruppen
In base all'esperienza maturata in seno all'esercito tedesco, tra il novembre 1916 e il gennaio 1917 furono tenuti tra le file dell'esercito austro-ungarico tre corsi speciali per ufficiali e sottufficiali, presso il centro d'addestramento per truppe d'assalto tedesche a Beauville. Al loro rientro questi uomini costituirono i primi quadri delle unità similari che si stavano reclutando nell'esercito austro-ungarico, denominate per decisione del k.u.k. Armeeoberkommando (AOK) "Sturmpatrouillen", pattuglie d'assalto, e restava inteso che entro la primavera del 1917 ogni compagnia di fanteria avrebbe dovuto disporre di due di tali pattuglie, ciascuna composta da un ufficiale e otto uomini di truppa.
L'equipaggiamento delle "Sturmpatrouillen" comprendeva un elmetto d'acciaio Berndorfer di fabbricazione austriaca o lo Stahlhelm M16 tedesco riadattato nella variante M17, un'uniforme grigio-campana con toppe di cuoio ai gomiti e ai ginocchi, un sacco da montagna, quattro razioni di emergenza di cibo in scatola, due borracce ricoperte di panno, una maschera antigas con filtro di riserva, due sacche di bombe a mano di tipo a uovo o a manico, quattro sacchetti a terra vuoti, una torcia elettrica, una vanghetta, carabina, baionetta, una daga e 40 cartucce. Inoltre, a seconda delle necessità, venivano distribuiti anche guanti di cuoio e pinze tagliafili, bussole, fischietti e kit di primo soccorso.

### Addestramento

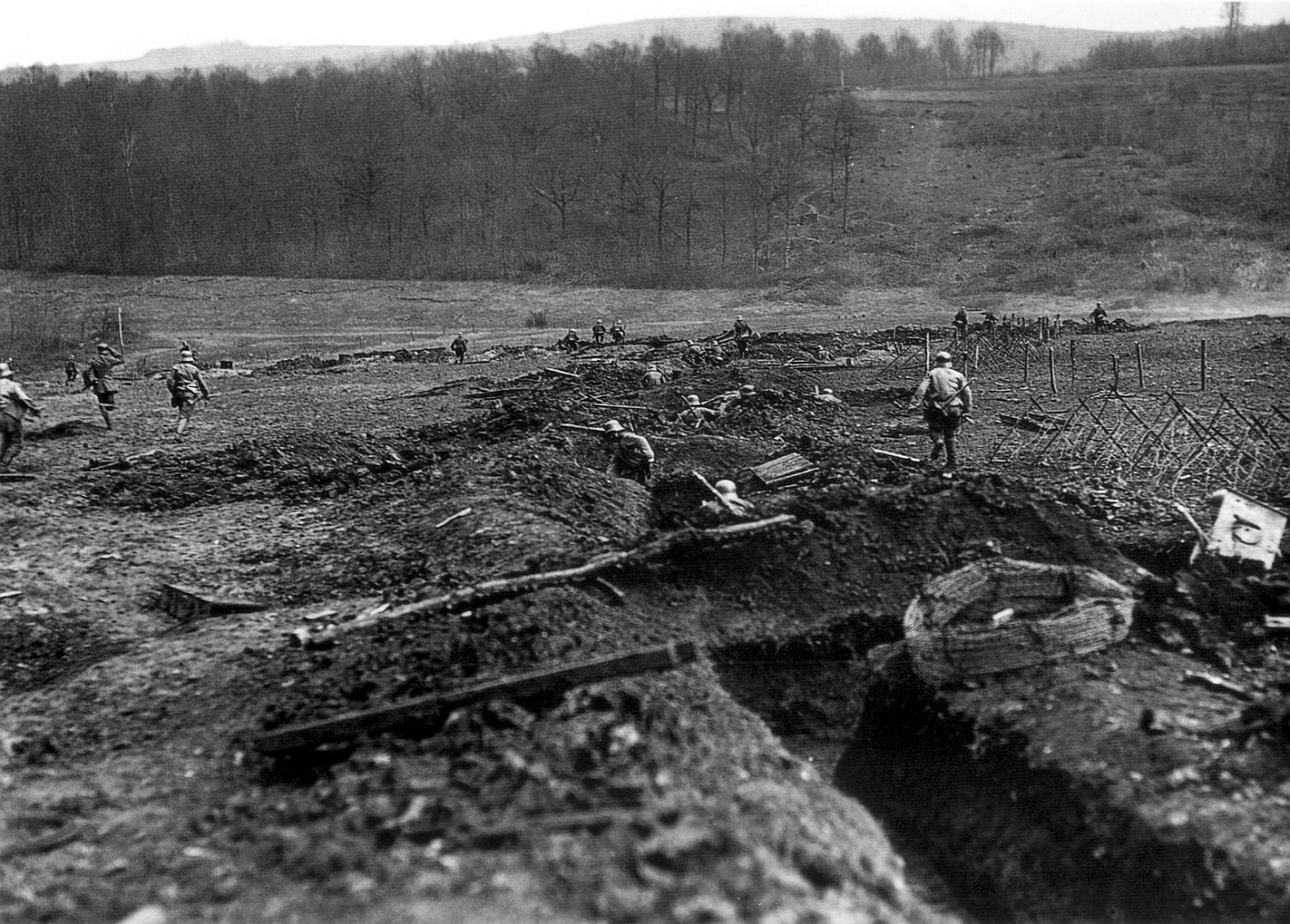
Il campo d'addestramento con trincee allestito per le truppe d'assalto a Sedan, maggio 1917

I programmi di addestramento dei battaglioni d'assalto erano assai diversi da quelli della fanteria regolare: le esercitazioni a ordine chiuso d'anteguerra erano state completamente accantonate e, invece che abituare il soldato a ubbidire ai suoi ufficiali, il nuovo tipo di addestramento spronava l'iniziativa individuale invece di reprimerla. Metà di ogni giornata d'addestramento veniva di solito dedicata all'attività fisica: alcuni esercizi erano praticati anche nella vita civile (calcio, corsa e ginnastica erano attività piuttosto popolari), altri avevano un aspetto più marziale quali percorsi di guerra, lancio di bombe a mano ed esercitazioni varie. L'altra metà della giornata veniva dedicata a varie simulazioni di combattimento: attraversare la terra di nessuno, aprire una breccia tra i reticolati, sgomberare le trincee, cooperare con le unità lanciafiamme, seguire da vicino il fuoco di sbarramento e altre esercitazioni di questo tipo. Gli uomini utilizzavano granate a carica ridotta e munizioni vere e, nonostante i frequenti avvertimenti di mirare alto, queste esercitazioni non erano immuni da perdite. Il fatto che i soldati dei battaglioni d'assalto fossero sempre impegnati in addestramento significava che erano esentati dai lavori di fatica e dal servizio di guardia che, al contrario, occupavano gran parte delle giornata del soldato comune.
(Ernst Jünger)
Nel 1916, in seguito alla prestazione nella battaglia di Verdun che aveva comprovato il valore delle truppe d'assalto, il battaglione di Rohr stabilì una base nelle vicinanze di Beauville dove intraprese un programma di addestramento per i quattro battaglioni Jäger. Inoltre le truppe da montagna erano già addestrate alle formazioni aperte per la guerra in quota e Rohr, che aveva servito negli Jäger, era consapevole che queste truppe avevano tradizionalmente fiducia nei singoli e fluidità degli spostamenti sul campo, fatto che avrebbe facilitato la conversione destinati a diventare unità delle truppe d'assalto. Ma l'offensiva Brusilov e la dichiarazione di guerra della Romania costrinsero l'OHL a dirottare tre battaglioni sul fronte orientale: rimase solo il 3º battaglione Jäger (Brandeburg) che il 4 agosto divenne il 3º Jäger Sturmbatallion.
I numerosi battaglioni venutisi a creare durante il 1916 vennero considerati soprattutto unità di addestramento dove ufficiali e sottufficiali, dopo un periodo passato in un battaglione d'assalto, tornavano alle loro formazioni per diffondere le tecniche apprese. Molti battaglioni d'assalto erano motorizzati – una vera rarità per l'esercito tedesco – così il trasporto verso i campi di battaglia avveniva in tempi rapidi, e le truppe d'assalto potevano passare la maggior parte del loro tempo nelle retrovie per poi essere spostate ove necessario per intraprendere incursioni o offensive locali.

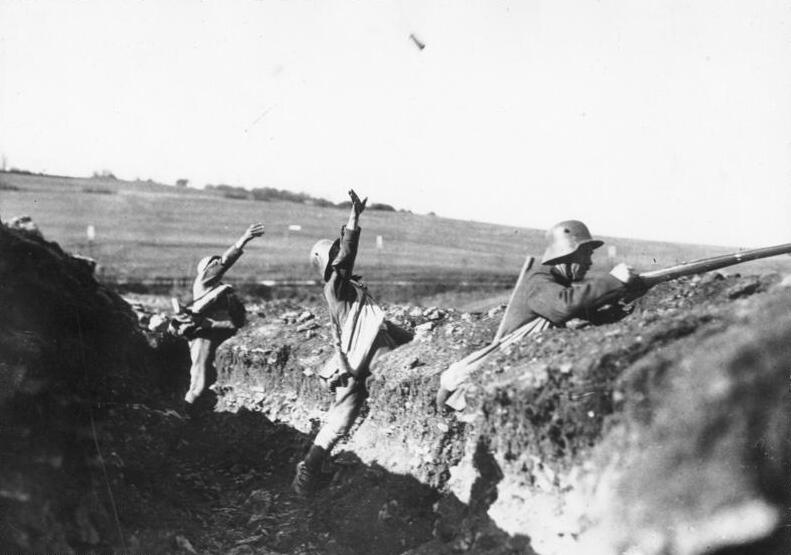
Truppe d'assalto tedesche si esercitano sul lancio delle granate, Sedan, maggio 1917

Il 27 maggio 1916 fu redatto dal capitano Rohr un manuale con le linee guida per i nuovi battaglioni d'assalto intitolato "Istruzioni per l'impiego di un battaglione d'assalto", che regolamentava i metodi di attacco della fanteria con l'appoggio dei battaglioni d'assalto e l'aggregazione ai reggimenti e ai battaglioni di fanteria di squadre d'assalto (Stoßtrupp), composte ciascuna da 4 a 8 soldati sotto il comando di un sottufficiale. Nel manuale veniva descritto come ogni squadra d'assalto dovesse guidare i plotoni e le compagnie di fanteria attraverso la terra di nessuno e oltre il filo spinato, irrompere nelle trincee, assalire con le bombe a mano e distruggere bunker e mitragliatrici con l'ausilio delle armi d'appoggio.
Un sunto delle istruzioni del capitano Rohr venne aggiunto all'edizione del 1916 del "Manuale di addestramento per la fanteria in guerra", che fu il primo tentativo da parte del Ministero della guerra e dello Stato maggiore tedesco di sostituire la parte del "Regolamento d'esercizi del 1906" riguardante la tattica. Il nuovo manuale conteneva anche un riconoscimento ufficiale dell'inadeguatezza della tattica a colonne che non venne più insegnata alle reclute, il cui livello d'addestramento migliorò. Sostituire il Regolamento del 1906 con il manuale di Rohr significava che le reclute avrebbero iniziato a prepararsi alla guerra di trincea prima di abbandonare la Germania; ciò rendeva il compito dei centri d'addestramento e dei battaglioni d'assalto più facile, in quanto le reclute non avevano più l'addestramento impartito da ufficiali e sottufficiali a riposo che rispecchiava il vecchio regolamento d'inizio secolo.
Con il proseguire del conflitto divenne prioritario per l'Alto comando tedesco che ogni offensiva sul fronte occidentale contasse un numero sufficiente di truppe addestrate alla nuova tattica. L'inverno 1917-1918 fu quindi dedicato all'insegnamento della nuova tattica alle truppe provenienti dal fronte orientale (chiusosi definitivamente nel marzo 1918 con il trattato di Brest-Litovsk siglato con la Russia bolscevica) nel tentativo di trasformare l'intero esercito a Occidente. Per prima cosa dovette essere ristabilita la disciplina: il veterano e la recluta inesperta erano entrambi privi di quel comportamento militare che il vecchio regolamento aveva tentato di inculcare con tanta durezza, al punto che gli ufficiali tedeschi più anziani parlavano dell'esercito del 1917-1918 come di una milizia. Parte del nuovo addestramento fu quindi incentrato sull'ordine chiuso per incentivare l'educazione e il rispetto delle regole e furono reintrodotte le esercitazioni con il fucile trascurate nel corso della guerra, in quanto secondo Ludendorff i fanti avevano perso dimestichezza con il fucile a favore dell'uso della bomba a mano. Molta attenzione fu data alla marcia: le unità furono addestrate a marce giornaliere anche di 60 chilometri per garantire loro mobilità negli attacchi. A Riga e Caporetto, con il loro ritmo costante e con l'utilizzo fulmineo delle riserve, i tedeschi non diedero tempo ai nemici di riprendersi dopo che le loro linee erano state sfondate.

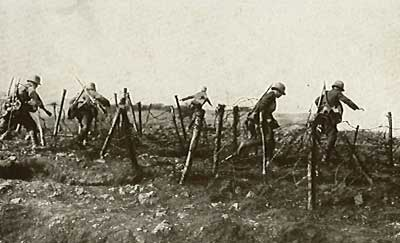
La nuova tattica prestava particolare attenzione al superamento dei reticolati

L'edizione del 1918 del Manuale di addestramento conteneva per la prima volta l'ordine ufficiale di Ludendorff che tutti i fanti tedeschi venissero addestrati come soldati delle truppe d'assalto e descriveva le esercitazioni, simili a quelle già utilizzate dai battaglioni d'assalto, per aiutare i comandanti a raggiungere questo obiettivo. Oltre ad approvare questi nuovi metodi, la seconda edizione del Manuale non faceva menzione di unità d'assalto apposite all'interno dei battaglioni – si presupponeva che tutti i fanti fossero addestrati in tal senso – ma sottolineava che la squadra era ormai diventata l'unità tattica in quanto tale. Ciò che il capitano Rohr teorizzava da due anni era divenuto ora parte dell'addestramento ufficiale. Lo stesso Ludendorff però, il maggior fautore dell'applicazione a tutta la fanteria dei metodi e tattiche dei battaglioni d'assalto, nel 1918 si rese conto che l'esercito tedesco era composto da molti uomini che semplicemente non erano in grado di diventare truppe d'assalto: numerosi erano infatti i soldati sposati di trenta, quaranta e, nel caso del Landsturm, cinquant'anni.
Poiché costoro dettero prova di scarsa resistenza e tenue entusiasmo, fu data la priorità a circa un quarto delle divisioni tedesche ribattezzate "divisioni d'attacco" (Angriffsdivisionen), le quali inglobarono tutti gli uomini tra i 25 e i 35 anni (dove in origine i battaglioni d'assalto raramente accettavano uomini sopra i 25), furono addestrate col metodo dei battaglioni d'assalto e furono dotate delle armi migliori. Mentre queste divisioni si addestravano, i tre quarti rimanenti dell'esercito tedesco erano occupati a difendere le trincee; chiamate "divisioni di trincea" (Stellungsdivisionen), dovevano arrangiarsi con attrezzature obsolete e uomini anziani. Così verso la fine dell'inverno 1917-1918 un numero sufficiente di soldati tedeschi era stato addestrato alla tattica delle truppe d'assalto e Ludendorff fu portato a credere che l'innovativa tattica, superiore a quella avversaria, avrebbe garantito il successo dell'Offensiva di primavera, capovolgendo le sorti della guerra.

### Armi in dotazione
L'arma standard in dotazione alla fanteria nel 1914 era il fucile Mauser Gewehr 98, un fucile robusto e preciso, ideale per la guerra aperta nel 1914, ma non per la guerra di trincea successiva. L'esercito tedesco si prodigò quindi a crearne varianti più maneggevoli: fu così progettato il Mauser 98a che successivamente venne adottato dallo Sturmbataillon Rohr nel 1915. La canna fu accorciata aumentandone la maneggevolezza, ma nei consueti combattimenti a distanza rimase ugualmente preciso e potente, così il 98a divenne l'arma standard per le formazioni d'assalto tedesche a ovest.
I battaglioni delle truppe d'assalto ebbero in dotazione anche il primo mitra al mondo con caratteristiche operative, l'MP 18: disegnato da Hugo Schmeisser, l'MP18 era basato su un azionamento a massa battente e otturatore aperto, e consentiva solo il fuoco a raffica. All'esercito tedesco ne vennero dati in dotazione circa 30 000 nel 1918 e quest'arma divenne nell'ultimo anno parte dell'equipaggiamento standard per le truppe d'assalto. Altre armi a fuoco rapido furono date in dotazione ai sottufficiali: le pistole Luger P08 e Mauser C96 potevano avere entrambe un calcio di estensione che permetteva di possedere un'arma più efficace e maneggevole di una carabina; nel caos di una trincea e nei combattimenti ravvicinati una Luger con caricatore a chiocciola da trentadue colpi era molto più efficace di un fucile a otturatore girevole-scorrevole con cinque cartucce.
Le granate a mano adottate nel 1915, le Stielhandgranate M1915, divennero l'arma fondamentale dei battaglioni d'assalto. Quando le truppe d'assalto sferrarono il loro attacco a Verdun nel 1916, entrarono in azione con il fucile a tracolla e le mani libere per lanciare granate a manico nelle posizioni francesi. Le granate a manico avevano un cilindro cavo lungo 100 mm per 75 mm di diametro che conteneva la miscela esplosiva, e un'impugnatura in legno lunga 225 mm; dall'estremità del bulbo sporgeva una cordicella che fungeva da spoletta. Nel 1916 la fanteria iniziò ad avere in dotazione anche la Eierhandgranate o "granata a uovo": dal peso di 310 grammi e costruita in ferro fuso, questa granata aveva la dimensione e la forma di un uovo, ma un effetto esplosivo abbastanza limitato; nonostante ciò venne utilizzata con successo durante i contrattacchi sulla Somme, dato che queste granate erano molto efficaci negli angusti spazi di una trincea piuttosto che in campo aperto.
Le truppe d'assalto avevano poi, oltre al loro armamento personale, varie compagnie a sostegno dotate di diverse armi di supporto. La principale fu forse la mitragliatrice leggera 08/15, affiancata spesso dalle Lewis britanniche di preda bellica; altre compagnie erano dotate di mortai, normalmente nel numero di quattro, mentre a molti battaglioni d'assalto fu associato anche un plotone armato con piccoli lanciafiamme (Flammenwerfer) in numero variabile da quattro a otto. Infine l'arma principale utilizzata dalle truppe d'assalto per annientare i nidi di mitragliatrici nemiche fu l'"Infanteriegeschutz" da 7,62 cm opportunamente modificato: si trattava di un cannone russo con canna accorciata da 2,28 metri a 1,25 metri, un mirino tarato a 1 800 metri e un affusto da trasporto con ruote da soli 1,10 metri di diametro. Ogni battaglione d'assalto comprendeva una batteria con quattro o sei pezzi.

### Uniformi
Le unità delle truppe d'assalto nel 1915 indossavano le uniformi standard della fanteria, che già dallo scoppio del conflitto aveva eliminato l'elmetto Pickelhaube classico con uno dalla punta smontabile, mentre i pantaloni steingrau (grigio pietra) aveva sostituito i feldgrau (grigioverde). Dal 1915 tutti i soldati vennero poi dotati di un nuovo equipaggiamento difensivo divenuto indispensabile con l'entrata nel conflitto dell'arma chimica, la maschera antigas M1915, la quale non era altro che una maschera facciale in gomma e un filtro staccabile di cui i soldati si portavano dietro il ricambio. Ma il primo elemento che distinse le truppe d'assalto dal resto della truppa apparve all'inizio del 1916, e con il tempo sarebbe diventato l'elemento distintivo del soldato tedesco in entrambe le guerre mondiali. Lo Stahlhelm M1916 era parte di una serie di protezioni personale sperimentate dai tedeschi fin dal 1915: era un elmetto fatto in acciaio al nichel-silicio del peso di 1,20 chilogrammi, che coprendo orecchie e nuca offriva una protezione superiore rispetto all'"Adrian" francese o al "Brodie" britannico.
Fin dalla sua creazione lo Sturmabteilung Rohr venne impiegato per sperimentare protezioni personali che potevano essere impiegate nel superamento della terra di nessuno. Le prime truppe d'assalto sperimentarono scudi simili a quelli impiegati oggi dalle forze di polizia antisommossa, ma non esistendo il moderno kevlar gli scudi fabbricati in acciaio risultarono troppo pesanti per diventare utili in battaglia. Le corazze d'acciaio erano altrettanto pesanti e ingombranti, e si tendeva a farle indossare alle sentinelle o comunque a soldati in posizione statica. Gli uomini del capitano Rohr sostituirono ben presto il Pickelhaube con il nuovo elmetto in acciaio, e i vecchi stivali in cuoio con più pratici stivali bassi e ghette in tessuto.
Le truppe d'assalto rinforzarono con toppe di cuoio i gomiti e le ginocchia, proteggendo la parte più delicata dell'uniforme quando si muovevano strisciando; dato che queste truppe erano armate soprattutto con bombe a mano tenute in una o due grosse sacche legate al petto, portavano i fucili a tracolla e non indossavano la cintura e il cinturone regolamentari che sostenevano le cartucciere, ma portavano nastri aggiuntivi di cartucce, ciascuno da settanta pallottole da 7,92 mm, in bandoliere di tessuto.

## Nella cultura di massa

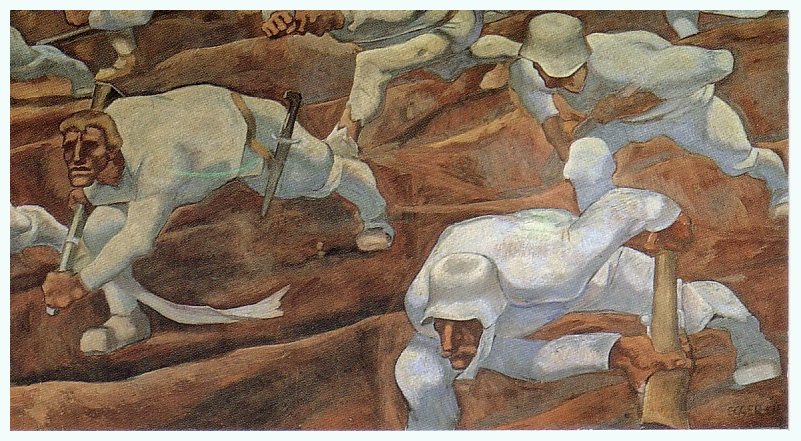
I senza nome di Albin Egger-Lienz, 1925

Nell'arte e nella cultura l'immagine del soldato tedesco del primo conflitto mondiale è fortemente legata all'iconografia della truppa d'assalto: il caratteristico Stahlhelm e la granata a mano sono particolari con cui il fante viene rappresentato in molti dipinti e grafiche. Nel quadro I senza nome di Albin Egger-Lienz la caratteristica che contraddistingue i soldati nello slancio verso il nemico è proprio il caratteristico elmetto, come pure nella serie di litografie Der Krieg di Otto Dix dove il fante è spesso raffigurato con lo Stahlhelm, la granata a mano e la maschera antigas. Similmente il soldato tedesco, come lo stesso concetto di militarismo in Germania, trova somiglianza con la figura della truppa d'assalto ne I pilastri della società di George Grosz, in Die Verdammten di Otto Hermann, e in diverse altre opere di Otto Dix.
Altre influenze si possono ritrovare nella cinematografia dove solo il semplice termine Stosstrupp è stato utilizzato nelle pellicole: Stosstrupp 1917, un documentario propagandistico del 1934 di Hans Zöberlein e Ludwig Schmid-Wildy, e Stosstrupp gold ossia la versione tedesca di Kelly's Heroes di Clint Eastwood, film ambientato nella seconda guerra mondiale. Il termine Stoßtrupp, o comunque l'immagine che questo termine evoca, è stato oggetto di rivisitazione in chiave comica nel fumetto Stosstrupp dello statunitense Ted Sheppard o nel fumetto Sturmtruppen dell'italiano Franco Bonvicini. Nella musica il termine lo possiamo ritrovare nel nome della band punk-metal tedesca Stosstrupp.

### La figura di Ernst Jünger
L'esperienza della guerra fu di fondamentale importanza per la formazione di Ernst Jünger, scrittore tedesco nato nel 1895 che durante la prima guerra mondiale divenne il comandante di compagnia delle truppe d'assalto sul fronte occidentale. Jünger nella sua opera letteraria dedicò diversi scritti all'esperienza della guerra, e fin dai primi diari di guerra pubblicati negli anni venti, l'autore indaga il concepimento dell'uomo moderno che si confronta con i fantasmi del proprio tempo: lavoro totale e morte di massa; terrore e libertà; impero mondiale e violenza; dolore e vita; guerra e rivoluzione biologica; intellettuali e potere.
La visione del mondo di Jünger si sostiene unicamente con il senso emerso dal primo conflitto militare totale della storia ad alta intensità tecnologica. Se l'ingabbiamento industriale del mondo con la sua meccanizzazione, è il tema del celebre saggio del 1932 L'Operaio, negli anni passati questa tensione viene palesata negli scritti degli anni passati al fronte. La guerra, annunciando l'inizio di una nuova epoca, svela la potenza devastante della tecnica, in cui il soldato di prima linea denota i tratti di un lavoratore al servizio di essa, un manovale della morte.
Nel volume Nelle tempeste d'acciaio Jünger esamina il soldato come strumento di una guerra di massa e partecipe dei suoi orrori, nei due volumi successivi Boschetto 125 e Il tenente Sturm l'autore esamina ed esalta lo spirito di quella élite di soldati della quale anche lui fa parte. Jünger fa intendere come i reparti d'assalto si distinguono dal fante comune ormai stanco e riluttante, soprattutto per quanto riguarda lo spirito; le Stoßtruppen al contrario sviluppavano spesso un desiderio di combattere, che lo stesso autore paragona a quello dei mercenari del Rinascimento.
In questi due diari di guerra, Jünger, allora giovane ufficiale, narra episodi autobiografici di combattimento e vita di trincea, dipinge i volti dei combattenti, e descrive la perdita del "Boschetto 125" come un episodio irrilevante sul cui «terribile sfondo si erge il combattente, uomo semplice senza nome; su di lui poggiano il peso e il destino del mondo» e ancora esalta i soldati delle Stoßtruppen descrivendoli come: «I più tenaci figli della guerra, gli uomini che guidano le truppe d'assalto e manovrano il carro armato, l'aeroplano e il sottomarino eccellono per le loro abilità tecniche; e sono esempi scelti di temerario coraggio a rappresentare il moderno stato della battaglia. Questi uomini di qualità eccezionali, con vero sangue nelle vene, coraggiosi, intelligenti abituati a servire la macchina e allo stesso tempo superiori a essa, sono gli uomini che meglio risaltano nelle trincee e nelle buche delle bombe».

### Esplicative
1. ↑  La parola tedesca Trupp (maschile, plurale Trupps) significa "piccola unità", come squadra, sezione, plotone. La parola Truppe (femminile) si riferisce invece a un'unità militare di qualsiasi grandezza. Truppen, il plurale di Truppe, può quindi essere tradotto nell'italiano "truppe". Per questo i soldati che prestavano servizio nelle Stroßtrupps erano chiamati Stoßtruppen. "Truppe" con la -E indica invece la truppa, la massa dei soldati, oppure, nei composti, equivale all'italiano "specialità", p.e. die Panzertruppe = la specialità carristi, die Fallschirmtruppe = la specialità paracadutisti e così via.
(Nella struttura odierna della Bundeswehr poi c'è il plurale "Truppen" con la -N: un gruppo di specialità costituiscono un'Arma. Per esempio: la specialità carristi – Panzertruppe senza la -N – e la specialità Panzergrenadiertruppe costituiscono insieme le Panzertruppen con la -N, cioè l'Arma delle unità corazzate)
2. ↑  Una Armee-Abteilung era un gruppo di divisioni distaccato da un'armata per compiere una missione separata. I distaccamenti di Gaede e di Ludwig von Falkenhausen (Armee-Abteilung Falkenhausen) erano stati formati alla fine di settembre 1914 per difendere l'Alsazia dopo il trasferimento della sesta e settima armata
3. ↑  Fu scelto di convertire i battaglioni Jäger (cacciatori) in quanto questi erano già unità autonome e nel loro organico avevano una compagnia da dodici mitragliatrici e quattro compagnie di fucilieri: bastò quindi aggiungere gli uomini necessari alle unità dei mortai da trincea, cannoni da fanteria e lanciafiamme. Vedi: Gudmundsson, p. 175

### Bibliografiche
1. ↑  Gudmundsson, pp. 184-299.
2. ↑  Gudmundsson, p. 81.
3. ↑  Gudmundsson, pp. 82-83.
4. ↑  Gudmundsson, p. 83.
5. ↑  Gudmundsson, p. 84.
6. ↑  Gudmundsson, p. 96.
7. 1 2  Gudmundsson, p. 103.
8. ↑  Gudmundsson, pp. 95-99.
9. ↑  Gudmundsson, pp. 104-105.
10. ↑  Gudmundsson, p. 107.
11. ↑  Gudmundsson, pp. 108, 109.
12. ↑  Gudmundsson, p. 113.
13. ↑  Gudmundsson, p. 114.
14. 1 2  Gudmundsson, p. 133.
15. ↑  Gudmundsson, p. 136.
16. ↑  Tagespost 1916, ill. fuori testo.
17. ↑  Bauer 1921, p. 87.
18. ↑  Gudmundsson, p. 137.
19. ↑  Drury, p. 9.
20. 1 2 3  Gudmundsson, p. 138.
21. 1 2  Drury, p. 10.
22. ↑  Gudmundsson, pp. 139-140.
23. ↑  Gudmundsson, p. 139.
24. ↑  Gudmundsson, pp. 140-141.
25. 1 2  Gudmundsson, p. 141.
26. 1 2  Gudmundsson, p. 142.
27. 1 2  Gudmundsson, p. 143.
28. ↑  Gudmundsson, p. 144.
29. ↑  Gudmundsson, p. 145.
30. ↑  Drury, p. 54.
31. ↑  Drury, p. 55.
32. 1 2 3  Drury, p. 31.
33. ↑  Gudmundsson, p. 195.
34. ↑  Gudmundsson, p. 197.
35. ↑  Gudmundsson, p. 198.
36. ↑  Gudmundsson, p. 199.
37. ↑  Gudmundsson, pp. 202-203.
38. ↑  Gudmundsson, pp. 203-204.
39. ↑  Gudmundsson, p. 206.
40. ↑  Gudmundsson, p. 208.
41. ↑  Gudmundsson, p. 209.
42. ↑  Gudmundsson, p. 154.
43. ↑  Gudmundsson, p. 155.
44. ↑  Gudmundsson, p. 156.
45. ↑  Gudmundsson, p. 175.
46. ↑  Gudmundsson, p. 176.
47. ↑  Gudmundsson, p. 178.
48. ↑  Gudmundsson, pp. 178-179.
49. ↑  Gudmundsson, pp. 183-184.
50. ↑  Gudmundsson, p. 184.
51. ↑  Gudmundsson, p. 213.
52. ↑  Gudmundsson, pp. 221-223.
53. ↑  Gudmundsson, pp. 225-226.
54. ↑  Gudmundsson, pp. 225-230.
55. ↑  Gudmundsson, pp. 234-235.
56. ↑  Gudmundsson, p. 235.
57. ↑  Gudmundsson, p. 239.
58. ↑  Gudmundsson, p. 243.
59. ↑  Gudmundsson, p. 244.
60. ↑  Gudmundsson, p. 247.
61. ↑  Gudmundsson, p. 351.
62. ↑  Gudmundsson, p. 353.
63. ↑  Gudmundsson, pp. 254-255.
64. ↑  Gudmundsson, p. 357.
65. ↑  Gudmundsson, pp. 273-274.
66. ↑  Gudmundsson, pp. 279-280.
67. ↑  Gudmundsson, p. 280.
68. ↑  Gudmundsson, pp. 281-282.
69. ↑  Gudmundsson, p. 282.
70. ↑  Gudmundsson, pp. 283-284.
71. ↑  Gudmundsson, pp. 284-285.
72. ↑  Gudmundsson, pp. 285-286.
73. ↑  Gudmundsson, pp. 286-287.
74. 1 2   Robin Lumsden, La vera storia delle SS, Roma, Newton Compton, 2011,  pp. 11-12, ISBN 978-88-541-2797-5.
75. ↑   James Corum, Le origini del Blitzkrieg, Hans von Seeckt e la riforma militare tedesca 1919-1933, Gorizia, Libreria editrice goriziana, 2004,  p. 91, ISBN 978-88-541-1502-6.
76. ↑   Chris McNab, The SS: 1923–1945, Amber Books Ltd, 2009,  pp. 14-16, ISBN 978-1-906626-49-5.
77. ↑  Drury, p. 27.
78. ↑   Peter Jung, L'esercito austro-ungarico nella prima guerra mondiale, Gorizia, Editrice goriziana, 2014,  p. 123, ISBN 978-88-6102-175-4.
79. 1 2  Gudmundsson, p. 187.
80. ↑  Gudmundsson, p. 188.
81. ↑  Ernst Jünger qui descrive, nel suo libro Nelle tempeste d'acciaio, i preparativi per un'azione di ricognizione di un battaglione d'assalto sotto il suo comando verso le posizioni britanniche nella zona di Regniéville il 23 settembre 1917. Vedi: Jünger, pp. 209-210.
82. ↑  Gudmundsson, p. 176 .
83. ↑  Drury, p. 28.
84. 1 2 3  Drury, p. 29.
85. ↑  Gudmundsson, p. 185.
86. ↑  Gudmundsson, p. 186.
87. ↑  Gudmundsson, p. 258.
88. ↑  Gudmundsson, p. 259.
89. ↑  Gudmundsson, p. 261.
90. ↑  Gudmundsson, p. 266.
91. ↑  Gudmundsson, p. 267.
92. ↑  Drury, p. 16.
93. ↑  Drury, p. 17.
94. ↑  Le truppe d'assalto tendevano a legare insieme gruppi di granate per aumentarne l'effetto distruttivo e poi lanciare questi "pacchetti mortali" al di là del parapetto del nemico o nelle fenditure dei bunker. Vedi: Drury, p. 18.
95. ↑  Drury, pp. 17-18.
96. ↑  Drury, pp. 20-24.
97. ↑  Drury, p. 12.
98. ↑  Drury, p. 13.
99. ↑  Drury, p. 14.
100. ↑  Drury, p. 15.
101. ↑   Stosstrupp 1917, su ihffilm.com, International Historic Film. URL consultato il 25 novembre 2013.
102. ↑   Stosstrupp gold, su kinox.to. URL consultato il 25 novembre 2013.
103. 1 2   Pierandrea Amato e Sandro Gorgone, Tecnica, lavoro, resistenza: studi su Ernst Jünger, su books.google.it, Google books,  pp. 7-15.
104. ↑  Gudmundsson, p. 181.